# Kurdi
Kurdi (kur.: کورد; Kurd) su iranski narod nastanjen u jugozapadnoj Aziji. Njihovim matičnim područjima podrazumijevaju se Horasan, Kurdistan i manje etničke enklave u središnjoj Anatoliji, a njihovim izravnim precima najčešće se smatra drevni iranski narod Medijaca. Riječ „Kurd” datira iz kasnog sasanidskog odnosno ranog islamskog razdoblja i prvotno se odnosila na cjelokupno stanovništvo s Iranske visoravni koje karakterizira nomadski način života, dok se kasnije njeno značenje ograničilo na sjevernozapadna područja danas poznata kao Kurdistan.
U političkom kontekstu, cjelokupno kurdsko stanovništvo bilo je dijelom povijesne iranske nacije od starog vijeka do 17. stoljeća kada zapadne dijelove njihovog etničkog područja nepovratno prisvaja Osmansko Carstvo. Daljnja podjela osmanlijskog uslijedila je u 20. stoljeću pod utjecajem europskih kolonijalističkih sila Velike Britanije, Francuske i Rusije, pa je danas taj teritorij podijeljen između Turske, Iraka, Sirije i Armenije. Zbog turskog i arapskog nacionalizma Kurdi su često bili izloženi svim oblicima diskriminacije pa čak i genocida, a njihov se otpor projicirao kroz različite ideologije nacionalizma - paniranizma i iredentizma, u novije vrijeme i regionalizma.
Precizan broj ukupne kurdske populacije teško je utvrditi s obzirom na heterogenost vjerskih, jezičnih i zemljopisnih značajka, ali i zato što se njime često manipulira u političke svrhe. Procjene govore o 23 do 32 milijuna Kurda što ih čini najbrojnim iranskim narodom nakon Perzijanaca i Paštunaca, no broj govornika kurdskog jezika približno je upola manji. Razlozi ovog nesrazmjera ovise o povijesno-zemljopisnom kontekstu i može se raditi o nenasilnoj kulturološkoj difuziji (Azerbajdžan, Iran, Sirija) ili pak prisilnoj asimilaciji (Irak, Turska). Većina Kurda su muslimani (suniti i šijiti), a postoje i manje zajednice jesida, jarsana, kršćana i zoroastrijanaca.

## Etimologija
„Kurd“ predstavlja etimološki nejasnu riječ i stoga kod jezikoslovaca i povjesničara po tom pitanju ne postoje usuglašena mišljenja. Sama riječ je iranska i pojavljuje se u sasanidskom epu „Karnamaki Ardaširi Papakan“, a zatim i u ranim arapskim tekstovima iz 7. stoljeća i to u množinskom obliku „Akrad“. Pojedini učenjaci skloni su tražiti njeno starovjekovno podrijetlo, a najdublje su išli oni koji su pretpostavljali da je riječ povezana s Gutejcima koji se na sumerskim klinopisima iz druge polovice 3. tisućljeća pr. Kr. spominju pod etnonimom Kar-da-ka. Ova planinska plemena živjela su južno od jezera Van tj. neposredno uz narod Subartu sa sjevera Mezopotamije, a njihov se etnonim Kardu povezuje s asirskim nazivom „Urartu“ odnosno hebrejskim „Araratom“. Grčki vojnik i povjesničar Ksenofont koji je 401. pr. Kr. sudjelovao u bitci kod Kunakse u svojoj „Anabazi“ spominje pleme pod imenom Kardukhoi koje je živjelo otprilike na istom području kao i Gutejci (sjeverozapadni dio današnjeg Irana). Množinski sufiks „kh“ iz tog imena je najvjerojatnije armenski dometak za Kardu, a u prilog tome ide i sam Ksenofontov navod kako je ime plemena čuo od jednog Armenca. Slični nazivi pojavljuju se i u djelima kasnijih antičkih povjesničara; Polibije i Livije spominju Kirtijce (lat. Cyrtii) koji su oko 190. pr. Kr. služili kao plaćenici Antioha III. Velikog u ratu protiv Rimljana, a zatim oko 170. pr. Kr. i kao plaćenici rimskog saveznika Eumena II. od Pergama. Također, Strabon spominje Kirtijce iz Medije Atropatene i Perzije, kao i toponime Corduene ili Gordiaea za područja jugoistočne Anatolije.
Unatoč tome što se nazivi Kardu, Cyrtii i Corduene naizgled podudaraju s modernim etnonimom „Kurdi“, filolozi smatraju da je glavna razlika u tome što starovjekovni leksemi u korijenu sadrže završni samoglasnik, odnosno kako se radi o drevnoj semitskoj riječi Krd što znači „hrabar“ ili „snažan“. Između ostalog, Kardu se može povezati i s gruzijskim endonimom Kartveli, no Gruzijci za razliku od Kurda etnojezički ne spadaju u indoeuropske narode. U 19. stoljeću, povjesničari su bili skloni mišljenju da su Kurdi izravni potomci plemena Kardukhoi opisanog u Ksenofontovoj „Anabazi“, a kao argumente navodili su sličnosti među imenima, očiglednu zemljopisnu povezanost, te plemenski način života u planinama Zagrosa. Iako su neki stručnjaci i danas skloni takvoj vezi, većina iranologa je odbacuje.
Danas je uvriježeno mišljenje kako naziv Kurd potječe od perzijske riječi Gord („junak“), dok je sam pojam ovjeren u kasnoj sasanidskoj i ranoj arapskoj literaturi društveno-ekonomskog karaktera i odnosi na zajednice pastirskih nomada, a ne na specifični narod ili etnojezičnu skupinu. Kurdi se također spominju i u Firdusijevoj „Šahnami“ iz 10. stoljeća, no u slučaju onih iz Farsa vjerojatno nije riječ o etničkim Kurdima već o lokalnim nomadskim iranskim plemenima koji su govorili jugozapadnim iranskim jezicima sličnim perzijskom. Početkom 2. tisućljeća pod „Kurdima“ iz perzijskih dokumenata smatrala su se sva plemena nomadskog načina života i pojam nije imao specifični jezični ili zemljopisni karakter, dok je kasnije počeo objedinjavati čitavu amalgamaciju iranskih i iraniziranih nomada na zemljopisnom području Kurdistana.
Podrijetlo riječi „Kurmandž“ kojom se identificiraju sjeverni Kurdi (80 % ukupne populacije) također predstavlja zagonetku. Sredinom 20. stoljeća jezikoslovci su pretpostavljali različita etimološka značenja koja danas uglavnom nisu prihvaćena. Među njima su pretpostavka da je riječ nastala spajanjem etnonima Kurd i Mada (Medijac), kao i ona kako je sufiks -mandž ili -madž zapravo „drevni naziv za Kurde“ pa se u pojedinim rječnicima počeo pojavljivati i kao zaseban pojam. Ipak, danas takve pretpostavke nisu prihvaćene. Sama riječ „Kurmandž“ u pisanom se obliku prvi put pojavljuje u djelu kurdskog povjesničara Šaraf-hana Bidlisija iz 16. stoljeća dok se u armenskoj literaturi ne može naći prije 19. stoljeća što upućuje na njeno relativno kasno podrijetlo. Njen korijen Kur nesumnjivo potječe od naziva „Kurd“, a dometak -mandž ili -madž najvjerojatnije je armenski i ima društveno značenje: „seljak“, „sluga“, „pastir“, „lutalica“ ili „siromah“.

## Podrijetlo
Kurde se na temelju jezičnih, etničkih i kulturološkim čimbenika svrstava među iranske narode, a najčešće ih se smatra potomcima Medijaca koji su najstariji poznati iranski narod na tom zemljopisnom području. Genetička istraživanja o podrijetlu Kurda idu u prilog takvim pretpostavkama jer se i mitohondrijskim DNK-om i Y-kromosomom više podudaraju s narodima zapadne Euroazije, tj. Indoeuropljanima, nego kavkaskim narodima na sjeveru ili turkijskim narodima iz središnje Azije. Međutim, treba uzeti u obzir kako je Kurdistan osim iranskih naroda povijesno bio naseljen i drugim indoeuropskim narodima poput Hetita, Mitanija ili Armenaca odnosno kako su njime jednom vladali i Seleukidi i Rimljani zbog čega takve dokaze treba uzeti sa zadrškom. Najčvršći dokazi o medijskom podrijetlu Kurda leže na jezično-zemljopisnim temeljima jer unatoč raširenosti kurdskih plemena sva njihova narječja upućuju na snažan zajednički izvor koji se može objasniti isključivo političkom homogenošću iz vremena Medijskog Carstva. Također, na medijsko podrijetlo upućuje i činjenica kako su Kurdi jezično srodni Beludžima, iranskom narodu na krajnjem jugoistoku Irana odnosno jugozapadu Pakistana, kao i povijesna podudarnost iz Herodotove „Povijesti“ kako je anatolijska rijeka Kizil, nekad zapadna granica Medijskog Carstva, i dan danas najzapadnija granica Kurdistana. Armenski rukopis iz 15. stoljeća koji je vjerojatno prijepis nekog starijeg djela sadrži monofizitske liturgijske molitve u sedam jezika među kojima se spominje i „jezik Medijaca“. O izumrlom medijskom jeziku danas je vrlo malo poznato, ali ga se svrstava u sjeverozapadne iranske jezike među koje spada i kurdski odnosno njegovo najraširenije narječje kurmandži. S obzirom na to da postoje naznake o srodstvu medijskog jezika i kurmandžija, pretpostavlja se kako je medijski nekad bio u jednakom položaju prema staroperzijskom kao što je to danas kurdski prema modernom perzijskom jeziku.
Glede medijskog podrijetla Kurda postoje i oprečna mišljenja, a jedan od argumenata jest kako moderni kurdski i kao sjeverozapadni iranski jezik ipak strukturom više naginje prema perzijskom nego medijskom jeziku, dok drugi sumnjaju i u genetičku srodnost između medijskog i kurdskog jezika s obzirom na to da među njima postoji praznina u pisanim dokumentima od gotovo dva tisućljeća. Pojedini stručnjaci kurdskim predcima smatraju drevna plemena Carduchi ili Cyrtii koja se spominju u klasičnim djelima Ksenofonta, Livija i Strabona, no navedeni nazivi označavaju trgovačke gorštake i plaćenike s obronaka Zagrosa odnosno nisu jezičnog ili etničkog karaktera. S obzirom na višetisućljetnu dominaciju iranskih dinastija nad politički turbulentnim zemljopisnim područjem, danas je razumna tvrdnja kako je kurdsko podrijetlo heterogeno tj. da uz iransko objedinjavaju i iranizirana semitska, turkijska, armenska i druga (izolirana) plemena. Treba istaknuti i da kurdske iredentističke organizacije nerijetko promiču teze o Kurdima kao „autohtonom narodu“ ali one nisu prihvaćene kod svjetske znanstvene zajednice, te kako se većina Kurda tradicionalno smatra potomcima Medijaca.

## Povijest

### Stari vijek
Starovjekovna kurdska povijest može se promatrati iz etnojezične perspektive tj. Kurda kao dijela iranskih naroda, ali i iz zemljopisne perspektive tj. prostora na kojem žive jer su vremenom asimilirali pojedina starosjedilačka plemena. Najstariji poznati narodi na području Kurdistana bili su Hati i Huriti u Anatoliji, Sumerani u Mezopotamiji, te gorštački Gutejci, Lulubi i Kasiti sa Zagrosa. Svi navedeni narodi nepoznatog su podrijetla i ne pripadaju niti jednoj očuvanoj jezičnoj porodici. Krajem 3. tisućljeća pr. Kr. Mezopotamiju naseljavaju semitska plemena Akađana i Amorićana, dok sjevernija područja u prvoj polovici 2. tisućljeća pr. Kr. naseljavaju i indoeuropski Hetiti i Mitanijci. Uoči migracije iranskih plemena iz središnje u jugozapadnu Aziju oko 1000. pr. Kr. (što koincidira s početkom željeznog doba na Starom Istoku), većim dijelom današnjeg Kurdistana dominiralo je moćno Novoasirsko Carstvo dok su rubna područja na sjeveru i istoku pripadala državicama Manejaca i Urartua. Pod prijetnjom mezopotamskih sila Asirije i Babilonije, iranske plemenske zajednice Medijaca i Perzijanaca počinju se udruživati što je krajem 7. stoljeća pr. Kr. kulminiralo osnivanjem Medijskog Carstva, prve ujedinjene iranske države u povijesti. Ovo je carstvo na svom vrhuncu bilo omeđeno rijekama Kizil i Tigris na zapadu, Kavkazom i Sogdijanom na sjeveru te Indijom na istoku, a njegov najveći značaj leži u tome kako je obuhvatilo sve iranske narode jugozapadne Azije (osim Skita) u homogenu političku cjelinu tj. povijesnu iransku naciju, odnosno kako je postalo temeljem za sve kasnije iranske dinastije. Osnivačem Medijskog Carstva smatra se Kijaksar koji je 612. pr. Kr. osvojio Ninivu i time srušio Novoasirsko Carstvo, zbog čega ga kurdska zajednica ponekad povezuje s iranskim mitološkim junakom Kavom i uzimaju datum pada Ninive kao nultu godinu kurdskog oblika iranskog kalendara.
Razdoblje medijske dominacije Iranom trajalo je nešto više od jednog stoljeća odnosno do 550. pr. Kr. kada Kir Veliki oružanim ustankom svrgava svog djeda s trona i uspostavlja Ahemenidsko Perzijsko Carstvo, golemu monarhiju koja se ubrzo proširila preko tri kontinenta. Unatoč tome što Perzijanci od tada politički postaju vodećim iranskim narodom, Medijcima se ne gubi trag već zbog izrazito tolerantne perzijske politike postaju ne samo ravnopravni dio društva već i njegova elita. Primjerice, Medijci su zajedno s Perzijancima i Elamitima imali ekskluzivno pravo služiti u najelitnijim jedinicama carske vojske, pokrajinski namjesnici tj. satrapi regrutirani su uglavnom iz perzijskih i medijskih redova, iransku religijsku okosnicu i dalje je činilo medijsko pleme maga, dok su između dva vodeća naroda sklapani i brojni dinastijski brakovi. Iako je ova snažna politička difuzija bila koncentrirana uglavnom na visoke slojeve iranskog društva, nema sumnje da su Medijci i Perzijanci ali i drugi iranski narodi pripadali istoj kulturi – njegovali su zajednička povijesna sjećanja i mitologije, dominirajuća religija bila je zoroastrizam, dok i zemljopisac Strabon u 1. stoljeću pr. Kr. primjećuje kako „(iranski) narodi od Perzije i Medije na zapadu do Baktrije i Sogdijane na sjeveru i Inda na istoku govore gotovo istim jezikom“. Nakon Aleksandrovog rušenja ahemenidske dinastije (330. pr. Kr.) u istočnom dijelu današnjeg Kurdistana oblikuje se nova država koja je nosila medijsko ime („Medija Atropatena“), no njen osnivač Atropat bio je Perzijanac. U sljedećm tisućljeću na tim teritorijima dominirat će helenistički Seleukidi odnosno iranski Parti i Sasanidi, no unatoč svim političkim turbulencijama većina iranskih naroda ostala je u zajedničkim granicama njihovih prostranih država pa se zadržao i kulturološki identitet. Također, treba istaknuti i da u navedenom razdoblju nije bilo značajnih deportacija ili velikih seoba etničkih grupa, odnosno da se one pojavljuju tek sa Seldžucima u 2. tisućljeću.

### Pojava islama i arapski kalifati
Neposredno uoči arapske invazije na sasanidski Iran, iransko stanovništvo Medije (koja približno objedinjuje današnje zemljopisne pokrajine Kurdistan i Azarbajdžan) jezično se dijelilo na Kurde na jugozapadu i Azere na sjeveroistoku, a takva podijela uvjetovana je činjenicom kako je Atropatena (tzv. „Mala Medija“, današnji iranski Azarbajdžan) u partskom i sasanidskom razdoblju imala veći stupanj samostalnosti od južne ili tzv. „Velike Medije“. U prilog tome ide podatak kako drevni azarski jezik zajedno s medijskim i kurdskim pripada sjeverozapadnim iranskim jezicima, no turciziran je u prvoj polovici 2. tisućljeća pa je danas poznat kao azerski jezik.
Islamsko osvajanje Sasanidskog Perzijskog Carstva započinje 633. godine kada arapski vojskovođa Halid ibn Valid osvaja južnu Mezopotamiju, dok prvi prodori prema sjeveru tj. Kurdistanu započinju tri godine kasnije. Rašidinski kalifat početkom 640-ih pokreće opću koordiniranu invaziju na istok prema Iranu i na sjever prema bizantskoj Armeniji, pa su već 645. godine bila osvojena sva područja naseljena Kurdima. Tijekom iduća tri stoljeća njima će vladati moćni kalifati Rašidina (645. – 661.), Omejida (661. – 750.) i Abasida (750. – 935.), a relativna zemljopisna blizina arapskim političkim središtima Damasku i Bagdadu rezultirat će općim širenjem islama kod Kurda. S obzirom na novonastalu geopolitičku situaciju i tradicionalni nomadski način života kod Arapa, dijelove sjeverne Mezopotamije (južni Kurdistan) naseljavaju arapska plemena, no ipak se nije radilo o etničkim migracijama većih razmjera.
Uspostava arapske političke dominacije nad iranskim narodima nije prošla bez otpora pa razdoblje kalifata bilježi čitav niz oružanih ustanaka Kurda i ostalih Iranaca. Već 644. kalifa Omara ubija perzijski zatočenik, a među prvim kurdskim pobunama bila je ona 696. godine kada se Kurdi priključuju haridžijskoj pobuni protiv Omejida u egipatskom gradu Helwanu. Najveći ustanci protiv Abasida odigrali su se 838. i 905. godine na sjeveru Kurdistana, dok je abasidski emir bio prisiljen voditi kalifatsku vojsku protiv južnih Kurda u utvrdi Sermadž čiji su ostaci vidljivi i dan danas u okolici Behistuna. Tijekom ovog razdoblja u gradu Dinavaru pokraj Kermanšaha djelovao je poznati perzijsko-kurdski učenjak Abu Hanifa Dinavari (828. – 889.) koji je napisao knjigu Ansâb al-Akrâd („Podrijetlo Kurda“).
Sredinom 9. stoljeća Kurd po imenu Nasr prelazi s islama na kršćanstvo, mijenja ime u Teofob i priključuje se bizantskoj vojsci cara Teofila u kojoj je služio kao jedan od zapovjednika. Teofob se priključio pobuni u južnom Kurdistanu koju je predovdio Perzijanac Babak Horamdin, no abasidska vojska unatoč velikim gubicima 838. godine ipak uspjeva ugušiti ustanak. Prema podacima muslimanskog povjesničara Tabarija u tim sukobima stradalo je oko 60.000 ljudi, a sam Teofob povukao se u Pont na sjeveru Anatolije koji je pripadao Bizantskom Carstvu.

### Iranske islamske dinastije
Još tijekom razdoblja abasidskog kalifata počinju nicati brojne iranske muslimanske dinastije sa sve većim stupnjem samostalnosti, što je uvjetovano necentraliziranom arapskom političkom administracijom, učestalim pobunama i otežanim komunikacijama na istoku muslimanskog imperija. U 9. stoljeću bilježi se uspon Safarida na jugoistoku odnosno Tahirida i Samanida na sjeveroistoku Iranske visoravni, dok istovremeno na području Kurdistana vladaju iranski Sadžidi i armenski (kršćanski) Bagratidi koji su međusobno ratovali. Tijekom 10. stoljeća u Kurdistanu nastaje vrlo složena geopolitička situacija jer se na tom području sukobljavaju iranske dinastije sunitskih Salarida i šijitskih Bujida, šijitska arapska dinastija Hamdanida, te kršćanski Bizant i Armenija. Relativnu prevagu odnose Bujidi koji do 980. ujedinjuju pod jednim vladarom i šire vlast na područja današnjeg Irana, Iraka i Omana čime započinje nova epoha iranske povijesti. Iranski narodi ponovo su ujedinjeni pod domaćim vladarima koji promiču i drevnu sasanidsku ostavštinu (npr. kite se titulom šahanšaha tj. velikog kralja) ali i šijitski oblik islama koji se ubrzano prihvaća među cjelokupnim iranskim pa tako i dijelom kurdskog stanovništva.
Iz bujidskog razdoblja vrijedi izdvojiti i pet zavisnih lokalnih dinastija koje su bile kurdskog ili miješanog kurdsko-arapskog podrijetla: Šadadide, Ravadide, Marvanide, Hasanuide i Anazide. Šadadidi su bili suniti iz grada Dvina koji su 941. godine uspostavili vlast u Gandži i proširili svoj utjecaj na dijelove Armenije i Arrana (sjever današnjeg Azerbajdžana) odnosno između rijeka Kure i Arasa. Vladali su tijekom iduća dva stoljeća, a upamćeni su po ratovima protiv bizantske vojske sredinom 11. stoljeća kao i kasnijem savezništvu sa Seldžucima. Ostaci Šadadida danas žive u Republici Azerbajdžan, između Armenije i Gorskog Karabaha. Ravadidi originalno potječu od arapskog vojskovođe Ravada koji je pokorio Azarbajdžan i čija je loza vremenom kurdizirana, a njihovi emiri vladali su u okolici gradova Tabriza i Marage sve do 1070. godine. Marvanidi su također bili arapskog-kurdskog podrijetla; tijekom 11. stoljeća upravljali su dijelovima današnjeg sjevernog Iraka odnosno jugoistočne Turska, a bili su u neprestalnim sukobima s Bizantom. Anazidi su stolovali u pograničnom području današnjeg Irana i Iraka (Kermanšah s okolicom), a politički su se sukobljavali s Hasanuidima na istoku koji su među pet navedenih bili jedina šijitska kurdska dinastija.

### Doseljavanje turkijskih plemena
Prijelaz iz 1. u 2. tisućljeće obilježen je seobama islamiziranih turkijskih plemena koji iz središnje Azije preko Iranske visoravni naseljavaju i područja istočne Anatolije odnosno Kurdistana. Krajem 10. stoljeća turkijska plemena svrgavaju iranske Samanide u gradu Gazniju (današnji Afganistan) i uspostavljaju novu dinastiju Gaznavida, dok se stoljeće kasnije iranskom visoravni šire i turkijska oguska plemena koja vremenom politički potiskuju i turkijske Gaznavide na istoku i iranske Bujide na zapadu. Oni osnivaju moćnu dinastiju Seldžuka i u iduća će dva stoljeća iz Isfahana, Nišapura i Raja vladati velikim dijelom jugozapadne Azije promičući pritom turkijsko-iransku kulturu.
Seldžuci osvajaju područja Kurdistana 1060-ih godina kada proširuju granice na bagratunsku Armeniju i Gruziju, pritom politički asimilirajući kurdske lokalne dinastije (Šadadide, Ravadide, Marvanide, Hasanuide i Anazide). Godine 1096. pokoravaju i šijitsku arapsku dinastiju Ukajlida u Mosulu, čime se čitav teritorij današnjeg Kurdistana našao u granicama seldžučke države. Politički ustroj Seldžučkog Carstva bio je zasnovan na brojnim dinastijskim kneževinama čiji su se namjesnici nazivali atabegovima (tur. ata – „otac“ + beg – „gospodar“), među kojima od značaja za kurdsku povijest vrijedi izdvojiti Ahmadile, Ildiguzide, Zengide i Hazaraspide. Za Ahmadile se pretpostavlja kako su bili kurdskog podrijetla odnosno da su potomci Ravadida, vladali su u okolici grada Marage u Azarbajdžanu, a sjevernije je upravljala turkijska dinastija Ildiguzida. Zengidi su naslijedili arapske Ukajlide u Mosulu, dok su kurdski Hazaraspidi vladali u planinama Zagrosa koje obuhvaćaju jugozapadni Fars i Luristan (izvan današnjeg Kurdistana). Razdoblje seldžučke vladavine obilježavaju i križarski ratovi protiv srednjovjekovnih europskih sila, a u njima su se posebno istaknuli kurdski Ahmadili. Nakon pada Seldžučkog Carstva 1194. godine na Iranskoj visoravni zamjenjuje ga novo iransko-turkijsko carstvo Horezmijaca, dok zapadno od Zagrosa atabegovi ostvaruju visok stupanj samostalnosti.

### Dinastija Ajubida
Osnivačem dinastije Ajubida bio je Saladin, sunitski musliman i sufija kurdskog podrijetla, a nazvana je prema njegovom eponimskom ocu Ajubu koji je služio vojsku seldžučkih atabega Zengida. Ajubidska država bila je sultanat nastao 1171. godine na temeljima propale države Fatimida koji su vladali iz Egipta, a zahvaljujući Saladinovom vojnom umijeću njene su granice u kratkom roku dosegle veće dijelove sjeveroistočne Afrike, zapada Arapskog poluotoka i Levanta. Vodio je Saracene (muslimane) u trećem križarskom ratu (1189. – 1192.) u kojem je zbog junaštva stekao veliku slavu u islamskom svijetu, a zbog kavalirstva i tolerancije kršćana veliki ugled i na Zapadu. Tijekom njegove vladavine osvojen je Jeruzalem (1187.), a granice Jeruzalemskog kraljevstva svedene su na minimum. Nakon njegove smrti bujidska dinastija održala se još čitavo stoljeće i pol nakon čega je pokoravaju mameluci.
Unatoč kurdskom podrijetlu osnivača bujidske dinastije, njen značaj je u velikoj mjeri zanemariv za povijest kurdskog naroda s obzirom na to da je golemi sultanat obuhvaćao samo rubne dijelove jugozapadog Kurdistana, stanovništvo je bilo velikom većinom arapsko dok je istovremeno većina Kurda živjela izvan njega, arapski je bio službenim jezikom, prijestolnica je bila smještena u egipatskom gradu Kairu, a sam Saladin više se identificirao kroz islam nego kurdsko podrijetlo. Ipak, Saladin je vremenom postao jednim od glavnih likova kurdske tradicije i danas zauzima značajno mjesto u njihovoj kulturi.

### Mongolska dominacija
Mongolska invazija jugozapadne Azije započinje 1218. godine kada se Džingis-kan i njegova vojska silovito obrušuju na Horezmijsko Carstvo. Krvavi okršaj trajao je tri godine i završio potpunom pobjedom Kana, ali i dotad neviđenim razaranjima i masakrima civilnog stanovništva kakvi će karakterizirati i kasnije mongolske pohode diljem Euroazije. Džingis-kan umire šest godina nakon svršetka invazije, a jugozapadni dio Mongolskog Carstva pripada njegovom unuku Hulagu Kanu koji osniva Ilkanat i nastavlja širiti granice prema zapadu. Između 1236. i 1243. godine pokorene su Armenija, Gruzija i ostaci seldžučke države u središnjoj Anatoliji, a 1258. godine pada i abasidski Bagdad odnosno Mezopotamija čime se čitavo područje Kurdistana našlo pod Mongolima. Ilkanat se 1335. godine raspada na više pokrajina od kojih je bio sastavljen, među kojima u kontekstu Kurdistana treba izdvojiti šijitske mongolske dinastije Čupanida koji vladaju iz Tabriza te Džalajirida koji su u Mezopotamiji zamijenili turkijske atabege Zengida. Tijekom mongolskog razdoblja pod Džalajiridima se očuvala kurdska lokalna dinastija Hazaraspida, dok su se neko vrijeme pod Čupanidima održali i Ahmadili.
Politički vakuum nakod raspada Ilkanata iskoristio je mongolski vladar Timur koji 1380-ih godina pokreće još jednu destruktivnu mongolsku invaziju. Do 1387. godine osvojen je gotovo čitav teritorij modernog Irana, a zbog sukoba sa Zlatnom Hordom Timur uskoro osvaja i današnje područje Kurdistana te preko Kavkaza nastavlja s pohodima i u Europi. Njegovi nasljednici Timuridi vladali su iranskom visoravni sve do sredine 15. stoljeća kada ih upravo u Kurdistanu potiskuje turkijska plemenska federacija Kara Koyunlu, dok dva desetljeća kasnije i jedne i druge pokorava druga plemenska federacija Ak Koyunlu.
- Ilkanat
(1256. – 1353.)
- Timuridsko Carstvo
(1380. – 1469.)
- Plemenska federacija
Kara Koyunlu
(1447. – 1469.)
- Plemenska federacija
Ak Koyunlu
(1469. – 1501.)

U političkom vakuumu nastalom raspadom Ilkanata u 14. stoljeća pojavljuju se i lokalne kurdske dinastije Ardalan, Badinan i Bedlis čiji su nadređeni bili iz mongolskih dinastija Čupanida i Džalajirida, a primarni izvor o njima jest „Šafarnama“ – djelo kurdskog povjesničara Šaraf-hana Bidlisija iz 16. stoljeća. Dinastija Ardalan za sebe je tvrdila da potječe od samog Saladina, no ime joj je najvjerojatnije turkijskog podrijetla. U početku je upravljala područjem oko današnjeg turskog grada Diyarbakıra a potom oko sjeverozapadnog iranskog grada Sanandadža. Pod njenom upravom osim domaćeg Banu Ardalana bila su i druga kurdska plemena poput Kalhura, Mandamija i Šajka Ismaila. Emirat Badinana držao je pod kontrolom modernu tursku pokrajinu Hakkari u kojoj se postavio nakon pada atabega Zengida. Za razliku od Ardalana koji su govorili soranskim jezikom odnosno narječjem, pripadnici plemena Badinan bili su govornici kurmandžija. Bedlisi su upravljali teritorijem od susjednog emirata Ardalana do jezera Van, a politički su usko bili povezani sa susjednim kurdskim plemenom Rožekija. Sve tri lokalne dinastije nastavit će upravljati navedenim teritorijima i nakon 1501. i stupanja u Safavidsko Carstvo, dok se s druge strane od 1424. godine više se ne spominju kurdski Hazaraspidi koji su vladali jugozapadnim Iranom još od seldžučkog razdoblja.

### Osnivanje Safavidskog Carstva
Početak 16. stoljeća smatra se prijelomnim razdobljem u kurdskoj odnosno iranskoj povijesti općenito – godine 1501. osnovana je safavidska dinastija koja je prvi put nakon Bujida iz 10. stoljeća ujedinila iranske narode u zajedničku državu pod autohtonim (iranskim) vladarima. Ismail I., osnivač safavidske dinastije, bio je kurdskog podrijetla. Ovaj karizmatični mladić na vlast je došao sa samo 14 godina, a već u prvih osam godina vladavine ujedinio je cijeli Širi Iran pod safavidsku krunu.
Pohodi Ismaila I. i njegovih kizilbaša započinju 1500. godine kada odlazi u Širvan kako bi osvetio smrt svoga oca Šejha Hajdara, kojeg je 1488. godine ubio lokalni zapovjednik Faruk Jasar. U ljeto sljedeće godine zauzima i grad Tabriz u kojem se proglasio „šahom Irana” i uspostavio šijitski islam kao službenu religiju safavidske države. Ovaj proglas potaknuo je brojne sufijske redove ali i druge iranske muslimane da se preobrate na šijitsko učenje islama, među njima i veliki broj Kurda. Safavidi su u počeku vladali samo istočnim Kurdistanom i Azarbajdžanom, no nakon pobjede u Tabrizu koji je postao safavidskom prijestolnicom počinje daljnje širenje na istok iranske visoravni: 1503. godine pripajaju Hamadan, godinu kasnije Širaz i Kerman, zatim Nadžaf i Karbalu (1507.), Van (1508.), Bagdad (1509.), te Herat i većinu Horasana (1510.). Početkom 1510-ih godina Uzbeci iz središnje Azije predvođeni vladarom Muhamed-hanom Šajbanijem počinju prodirati na safavidski teritorij, no Ismail I. ih potiskuje sjeverno od Amu-Darje odakle sporadično nastavljaju s napadima na Iran. Ovim vojnim pohodom zauzet je čitav Horasan dok su Amu-Darja i Hindukuš definirane kao istočne granice safavidske države.

### Osmanlijski uspon
Gotovo u isto vrijeme kada se na istoku uzdiže Safavidsko Carstvo, na zapadu u Anatoliji počinje teritorijalno širenje Osmanskog Carstva, a u žarištu sukoba ova dva moćna imperija našlo se upravo područje Kurdistana. Godine 1512. osmanlijska vojska pod zapovjedništvom Selima I. prodire kroz istočnu Anatoliju, dok dvije godine kasnije odlučuju napasti safavidski Iran u cilju da spriječe širenje šijitskog islama i da osiguraju istočnu granicu za daljnje prodore prema Levantu. Odlučujuča bitka odigrala se 1514. godine kod Čaldirana gdje je dvostruko veća i sofisticiranija Selimova vojska porazila safavidske kizilbaše, dok je sam Ismail I. bio ranjen i umalo zarobljen. Osmanlijski sultan nastavio je prodirati sve do glavnog iranskog grada Tabriza, no strahujući od protunapada safavidskih snaga stacioniranih na istoku koji su se borili protiv Uzbeka kao i nepovoljnih zimskih uvjeta, njegova vojska povukla se zapadno od Zagrosa. Safavidi su ubrzo krenuli u protunapad, povrativši pritom granice do jezera Van. Ovim je ratom Osmansko Carstvo prigrabilo područja zapadnog Kurdistana i Armenije, dok sam sukob označava tek početak 300-godišnjih ratova koji će se voditi uglavnom na područjima naseljenim Kurdima.
Značaj osmanlijskog uspona za Kurde nije predstavljao samo geopolitički problem s obzirom kako su se našli van granica matične države, već i religijski – još krajem 15. stoljeća odnosno prije uspostave safavidske države i Selimovog teritorijalnog širenja, pod osmanskim sultanom Bajazidom II. počeli su progoni alevitskog (šijitskog) ogranka kizilbaša u kojima je stradao i sam Ismailov otac Šejh Hajdar. Početkom Selimove vladavine 1512. godine započinju još veći progoni i pokolji nad kizilbašima, pa se procijenjuje kako je u prve dvije godine njegove vladavine ubijeno, zarobljeno ili prognano oko 40.000 alevita (uglavnom Kurda). Osmanlijska pobjeda kod Čaldirana privremeno je ugušila alevitske ustanke u Anatoliji, dok je istovremeno velik broj broj alevitskih Kurda pobjegao u safavidski Iran koji je bio utočištem za žrtve osmanlijske politike. Osmanlijska diskriminacija kurdskih alevita još je više pojačala nakon Selimovog osvajanja mamelučkog sultanata u Kairu (1517.): imenovao se sunitskim kalifom, a alevite je proglasio „hereticima”.
Razdoblje osmanlijskog širenja prema istoku nastavilo se i poslije Selimove smrti 1520. godine i trajalo je kroz čitavo 16. stoljeće. Nakon što je osigurao europske granice Osmanskog Carstva, Selimov sin Sulejman Veličanstveni već 1532. godine pokreće novi pohod protiv Safavidskog Carstva, a u žarištu sukoba ovaj put su se našli Mezopotamija, Armenija i istočni Kurdistan. Tahmasp I., Ismailov sin i safavidski prijestolonasljednik od 1524. godine, protiv Osmanlija je koristio strategiju „spaljene zemlje” s obzirom na to da su iranske snage brojčano i tehnološki bile ispod razine protivnika. Sulejman je ubrzo pokorio safavidski grad Bedlis kojim je upravljala lokalna kurdska dinastija dok 1534. prodire i do Bagdada odnosno safavidske prijestolnice Tabriza, no zbog velikih gubitaka osmanlijska vojska još se jednom povlači zapadno od Zagrosa kao i iz dijelova Mezopotamije (osim Bagdada). Ovu epohu sukoba obilježila su i dva saveza Irana i Osmanlija s europskim silama: safavidski vladar Tahmasp I. sklopio je vojni pakt s Karlom V. Habsburškim, dok se Sulejman udružio s francuskim vladarom Franjom I. koji mu je poslao vojne stručnjake za nastavak osvajačkih pohoda. Osmanlijski je sultan još dva puta puta (1548. i 1553.) pokušao slomiti Safavide, no unatoč neuspjehu na iranskoj visoravni sporazumom iz 1555. prisvojio je cijelu Mezopotamiju i dobio izlaz na Perzijski zaljev. Sulejmanov unuk Murat III. je 1578. pokrenuo još jednu invaziju na Safavide, a tadašnji je iranski vladar Abas I. zbog ratova s Uzbecima na istoku bio prisiljen pristati na nepovoljni mirovni sporazum iz 1590. kojim su Osmanlije kratkotrajno prisvojili dijelove zapadnog Kavkaza ali i cijeli Kurdistan. Dok su određene lokalne kurdske dinastije poput Ardalana i Badinana uspijevale održavati politički utjecaj čak i tijekom osmanlijske dominacije, Bedlisi su bili u problematičnoj situaciji jer je njihov vođa Šaraf-han zbog proiranske politike ubijen još tijekom Selimove vladavine, no Murat III. je prilikom pohoda 1578. godine dozvolio povratak na vlast njihovoj lozi. Sljedeći lokalni kurdski vladar tog grada bio je Šaraf al-Din Bitlisi (poznat i kao Šaraf-han Bitlisi), autor „Šarafname”. Epohu osmanlijskih osvajanja u 16. stoljeću obilježio je i početak organiziranog safavidskog premještanja Kurda, Armenaca i drugih naroda u istočne iranske gradove, što je rezultat osmanlijskog ugnjetavanja ali i iranske strategije „spaljene zemlje” kojom su se napadači odvraćali od daljnjih prodora.

### Ratovi Irana, Osmanlija i Rusa
Osmanlijska dominacija nad područjem Kurdistana bila je kratkog vijeka. Nakon što je osigurao istočne granice od uzbečkih upada, safavidski vladar Abas I. godine 1598. prvo premješta glavni grad u Isfahan, a zatim 1603. uz britansku pomoć modernizira iransku vojsku i pokreće veliki vojni pohod protiv Osmanskog Carstva. Već sljedeće godine ponovo uspostavlja kontrolu nad Azarbajdžanom i oslobađa Tabriz koji je desetljećima ranije bio u osmanlijskim rukama. Iste godine uz pomoć Armenaca i Gruzijaca uspješno opsjeda osmanlijsko uporište u Erevanu, a potom njegova vojska pobjeđuje Osmanlije i kod jezera Van u Kurdistanu. Iako je većina kurdskog stanovništva bila lojana šahu Abasu, godine 1609. zabilježen je i primjer otpora u utvrdi Dimdim (200 km južno od Urmije) u kojoj se sunitska oružana skupina sklona Osmanlijama odupirala safavidskim vlastima, ali je njihov otpor brzo ugušen. Zbog bojazni od golemog osmanlijskog protunapada o čemu su ga obavijestili iranski obavještajci, Abas I. odlučuje primijeniti tada već tradicionalnu strategiju „spaljene zemlje” koja je uključivala premještanje desetaka tisuća stanovnika iz sjeverozapadnog Irana. Kršćanski Armenci i Gruzijci su zbog gospodarskih razloga premješteni su većinom u Isfahan odnosno manjim dijelom u pokrajine Gilan i Mazandaran, dok su Kurdi smješteni u sjeveroistočnu pokrajinu Horasan u cilju da potpomognu iransku vojnu obranu protiv Uzbeka, te u Beludžistan na jugoistoku. Procijenjuje se kako je Horasan tada naseljen s oko 15.000 Kurda koji su u idućim desetljećima sjeveroistočno od Mašhada osnovali nekoliko kneževina: Čenaran, Bam (ili Mianbad), Kabušan (ili kasnije Kučan), Daragaz i Bodžnurd. Tri potonje kneževine očuvale su se sve do 19. stoljeća. Abas I. ostao je upamćen po visokom stupnju tolerancije naroda koje je udomio; Armencima je sagradio veličanstvenu katredralu Vank, a neke je kurdske plemiće odgajao na vlastitom kraljevskom dvoru.
Iako je šah Abas I. godine 1623. pod safavidsko okrilje vratio Mezopotamiju i cijelo područje Kurdistana (uključujući Kirkuk i Mosul), nakon njegove smrti 1629. godine Safavidsko Carstvo doživljava pad a njegov se sin i prijestolonasljednik Safi teško nosi s daljnjim sukobima protiv Osmanlija, te Uzbeka i Mogula. Neposredno nakon Abasove smrti, osmanlijski sultan Murat IV. sklapa mir s Habsburzima i šalje velikog vezira Gazija Ekrema Khüsreva Pašu u novu ofenzivu protiv Irana. Sljedeće godine njegova vojska zauzima Hamadan i napreduje prema Bagdadu oko kojeg postavljaju neuspješnu opsadu pa safavidska vojska uspijeva održati kontrolu nad Mezopotamijom odnosno južnim Kurdistanom. Godine 1635. sultan Murat IV. osobno preuzima zapovjedništvo nad osmanlijskom vojskom i tijekom ljeta prodire u Erevan i Tabriz, no već sljedećeg proljeća Safijeva ih vojska ponovo potiskuje natrag. Dvije godine kasnije Murat IV. ponovo vodi svoje oružane snage prema Bagdadu koji pada nakon mjesec i pol dana opsade, čime su područja Mezopotamije i Kurdistana ponovo priključena Osmanskom Carstvu. Nakon ove serije ratova između dva moćna imperija odlučuju se na mirovni sporazum kojim će definirati međusobne granice. U svibnju 1639. potpisan je tzv. „Zuhapski ugovor” kojim su Armenija i Azarbajdžan ostali u iranskim rukama, dok je Osmansko Carstvo prisvojilo Mezopotamiju (današnji Irak) i zapadni Kurdistan. Iako su dva carstva ratovala i sljedećih 200 godina nakon potpisivanja tog ugovora prilikom čega je sklopljeno još 18 istovrsnih dokumenata, zapadni dijelovi povijesne iranske države (Mezopotamija i istočna Anatolija) još od ahemenidskog razdoblja nepovratno su izgubljeni, a granice definirane „Zuhapskim ugovorom” poslužit će kao predložak i tijekom antantske podijele osmanlijskih teritorija nakon njihovog poraza u Prvom svjetskom ratu.
Neposredno nakon utvrđivanja zapadnih granica, Osmanlije započinju niz progona usmjerenih protiv kurdskog stanovništva. Već 1640. godine na planini Sindžar započinje krvavi okršaj protiv jesida: prema putopisu turskog vojnika i književnika Evlije Čelebija osmanlijska je vojska imala 40.000 vojnika, a nakon višesatne borbe 3060 jesida je ubijeno nakon čega se nastavljaju i napadi na kurdska sela. Između 1000 i 2000 jesida utočište je potražilo u pećinama oko Sindžara, dok su ostali usmrćeni topničkom vatrom i granatama. Iste godine Murat IV. umire, a nasljeđuje ga Ibrahim I. čiju vladavinu karakterizira anarhija i brojne pobune među kojima vrijedi izdvojiti i one kurdskih alevita.
Iduća dva i pol stoljeća kurdske povijesti obilježili su daljnji ratovi iranskih dinastija protiv Osmanlija, u koje su se početkom 18. stoljeća uključili i Rusi. Unatoč osmanlijskom ugnjetavanju nemuslimanskih i šijitskih Kurda tj. njihovih pučana, u političkom smislu neke lokalne kurdske dinastije uspijevale su preživjeti zahvaljujući pokoravanju osmanlijskom sultanu, dok su druge pokušale steći iransku naklonost ili pak viši stupanj samostalnosti. Između njih nije postojalo nikakvo političko jedinstvo pa su primjerice dinastije Badinan, Soran, Botan i Baban konstantno ratovale između sebe, a potonja među njima jedno je vrijeme dala potporu osmanlijskom namjesniku iz Bagdada u pohodu protiv kadžarskog Irana. Visoki stupanj samouprave održavali su Bedlisi (posebno klan Rožiki), dok je dinastija Ardalan bila tradicionalno naklonjena Iranu - njihov emir Ahmad-han osobno je sudjelovao u iranskoj invaziji mogulske Indije (1738.), a kasnije se Kosrov-han Bozorgi borio na strani Karima-hana Zanda u ratu protiv Osmanlija. Posljednji iransko-osmanlijski rat odigrao se između 1821. i 1823. u kojem je vojska iranskog vladara Abasa Mirze odbila invaziju sultana Mahmuda II. no granice se nisu mijenjale pa je Kurdistan i dalje ostao podijeljen. Tri godine kasnije isti sultan počinje s čistkama janjičara u osmanlijskoj vojsci prilikom kojih stradavaju i brojni kurdski bektaši. Godine 1839. u Osmanskom Carstvu počinje tanzimat (tur. „reorganizacija”) što je uključivalo jaču političku centralizaciju pa propadaju gotovo sve kurdske dinastije.
Značajnija uloga Ruskog Carstva u iranskoj povijesti započinje u prvoj polovici 18. stoljeća kada ruske snage prelaze Kavkaz, odnosno u kurdskoj povijesti tijekom 19. stoljeća kada zauzimaju dijelove Armenije i Horasana koje su naseljene Kurdima. Još 1723. godine Rusi uspostavljaju kontrolu nad iranskom Armenijom i Azarbajdžanom, no nakon sedam godina vraćaju osvojena područja kako bi pridobili naklonost Abasa III. u daljnjim ratovima protiv Osmanskog Carstva. Usporedno s ratom protiv Osmanlija u istočnoj Europi, Rusi 1828. godine ponovo šire granice južno od Kavkaza i zauzimaju iranski teritorij, a pola stoljeća kasnije u novom ratu zauzimaju i dijelove istočne (osmanlijske) Anatolije naseljene uglavnom Kurdima (npr. Kars). Dvije godine nakon ovog osmanlijsko-ruskog sukoba izbija netrpeljivost između Kurda i Armenaca: Kurd Šejh Obaidula pokušava nagovoriti osmanlijski dvor na osnivanje kurdske marionetske države u istočnoj Armeniji koja je praktički bila ruskim protektoratom, no njihov plan nije urodio plodom. Međutim, kurdski separatistički pokreti (posebno konjanički odredi hamidije; protuteža ruskim kozacima) nastavit će usku suradnju s osmanlijskim vlastima i 1895. godine će sudjelovati u Abdul Hamidovom masakru nad Armencima u Sasonu.

### Prva polovica 20. stoljeća
U kontekstu kurdske povijesti, početak 20. stoljeća obilježavaju pad Osmanskog Carstva u Prvom svjetskom ratu i brojni sporazumi sila Antante koji će definirati granice modernih država odnosno podijeliti područje osmanlijskog Kurdistana na više dijelova. U jeku Prvog svjetskog rata, godine 1916. Francuzi i Britanci sklapaju sporazum Sykes–Picot kojim su utvrdili podijelu vlastitih interesnih zona nad osmanlijskom Mezopotamijom i Levantom: sjeverni dijelovi dvaju teritorija bili su rezervirani za Francusku, odnosno južni za Britansko Carstvo. U ovim geopolitičkim igrama obje su europske sile primarne saveznike pronašli u arapskom stanovništvu pa su Kurdi i njihov etnički teritorij ostali zapostavljeni prilikom uspostavljanja britanskog mandata Mezopotamije odnosno francuskog mandata Sirije i Libanona. Ovom diobom iz 1920. godine nepovratno su definirane granice između modernih arapskih država Iraka i Sirije, na čijem se sjeveru nalazi većinsko kurdsko etničko područje (tzv. Kurdistan). Političke granice između britansko-francuskih interesnih sfera i moderne Turske na sjeveru zbog nisu se uspješno definirale sporazumom iz Sèvresa (1920.) zbog turskog neslaganja, več su zaključene Ugovorom iz Lausanne (1923.) kojim je okončan Turski rat za nezavisnost. Situacija na sjevernom dijelu Kurdistana (jugoistočna Anatolija i zapadni Kavkaz) bila je još složenija: Osmanlije su u vojnim pohodima protiv carske Rusije do 1917. godine uspjele povratiti istočna područja koje su im Rusi oteli u ratu iz 1878., no već su sljedeće godine zbog poraza na svjetskoj sceni bili prisiljeni ustupiti navedena područja novoosnovanim državama DR Gruziji, DR Armeniji i DR Azerbajdžanu, čime su kurdska etnička područja uz Tursku još bila podijeljena i između dvije potonje zemlje. Ove tri kavkaske zemlje će nakon samo tri godine ponovo prisvojiti Sovjetski Savez, no definirane političke granice „Demokratskih Republika” s konca 1910-ih (odnosno Sovjetskih Socijalističkih Republika) dijelit će Kurdistan od pada SSSR-a iz 1991. godine do današnjeg dana. Kao i u slučaju prisnih britansko-francuskih odnosa s Arapima, Rusi su na identičan način vlastite primarne saveznike vidjeli u pravoslavnim Armencima dok ih Kurdi nisu previše zanimali zbog njihovog političkog koketiranja s Turcima (npr. u armenskom genocidu), politički izrazito nestabilnoj situaciji na Kavkazu, ali i zbog bojazni da potporom kurdskom stanovništvu ne uđu u sferu britanskih i francuskih interesnih zona tj. njihovih mandata u kojima je živjelo više milijuna Kurda. S obzirom na to da Iran nije sudjelovao u Prvom svjetskom ratu i kako ga europske sile nikada nisu kolonizirale, granice istočnog kurdskog etničkog područja (u Iranu) ostale su nepromijenjenima.
- Prvo kraljevstvo Kurdistan
(približne granice)
(1922. – 1924.)
- Drugo kraljevstvo Kurdistan
(približne granice)
(1925.)
- Republika Ararat
(približne granice)
(1927. – 1930.)
- Republika Mahabad
(približne granice)
(1946.)

Položaj Kurda u turbulentnom političkom razdoblju prve polovice 20. stoljeća vrlo je složen s obzirom na njihovu izrazitu političku, vjersku i ideološku segmentaciju. Nakon propasti Osmanskog Carstva izbijaju brojni kurdski prosvjedi, ustanci i pobune, pa čak i samoproglašeni politički entiteti. Ipak, samoproglašene države nisu bile međunarodno priznate, obuhvaćale su izrazito malena područja odnosno postotke kurdske populacije, nastajale su i trajale u različitim vremenskim okvirima, zasnivane su na različitim ideologijama i u većini slučajeva radilo se o geopolitičkim igrama većih sila pa se teško mogu okarakterizirati „nacionalističkim pokretima”.
Samo tri dana nakon početka turskog rata za nezavisnost 19. svibnja 1919. godine, kadirijski sufija i utjecajni kurdski vođa Mahmud Barzandži iz Sulejmanije podiže ustanak protiv britanske vlasti u Mezopotamiji koji se ubrzo rasplamsava i do Mosula i Arbila. Britanci iskorištavaju svoju premoć u vojnoj tehnologiji i potiskuju pobunjenike koordiniranim korištenjem topništva, te kopnenih i zračnih snaga. Već u lipnju iste godine Barzandži je poražen i uhićen, a 1921. godine prognan je u britansku Indiju. Ipak, u nemogućnosti da se nose s brojnim segmentiranim kurdskim plemenima kao i zbog straha od turskih teritorijalnih pretenzija na Kirkuk i Mosul, Britanci u rujnu 1922. godine vraćaju Barzandžija na vlast s ciljem da im pomogne u ratu protiv Turaka. Došavši na vlast, Barzandži nakon samo dva mjeseca prekida suradnju s Britancima, proglašava se „kraljem Kurdistana” (iako je kontrolirao samo manja područja oko Sulejmanije) i traži vojno-političku potporu Turske kako bi osigurao režim pod turskim protektoratom. Ovaj plan završio je debaklom jer su Britanci sljedeće godine zaustavili turske prodore i uspostavili potpunu kontrolu nad mandatom Mezopotamije (današnji Irak). Barzandži potom bježi iz Sulejmanije u okolne planine i gubi svaki politički utjecaj nad Kurdima, a britansko-turske granice se definiraju ugovorom iz Lausanne.
Sukobi između Turske i europskih sila djelomično su se odrazili i na Iran. Godine 1919. starješina Ismail Simko „Kanibal” iz turkofonog kurdskog plemena Šikak uz pomoć Kemala Atatürka okuplja 85.000 pobunjenika i podiže ustanak na sjeverozapadu Irana u čemu ga sporadično podržavaju i Britanci. Nedugo zatim proglasio je „Republiku Kurdistan” oko jezera Urmije, ali nije priznata od niti jedne države svijeta uključujući njegove turske i britanske saveznike. Nakon što iranska vojska poražava Simkove pobunjenike 1922. godine, on prvo traži azil u susjednoj britanskoj Mezopotamiji, potom se zajedno s pobunjenicima povlači u Tursku, te se konačno nakon osam godina vraća se u Iran gdje je uhićen i pogubljen. Danas kurdski povjesničari imaju uglavnom negativno mišljenje o Simku Šikaku i ne smatraju ga domoljubom ili nacionalistom već vjerskim fanatikom koji je proganjao i kurdske alevite, odnosno produktom osmanlijske politike iz 1918. koja je rezultirala masovnim pokoljima kršćanskog stanovništva u regiji. U njima je sudjelovao i sam Simko: osim pokolja više tisuća kršćanskih Asiraca u Huju i Salmasu pripisuje mu se i ubojstvo Mar Šimuna XXI., patrijaha Asirske crkve istoka.
Prvi ozbiljni nacionalistički pokreti nicali su u Turskoj tijekom 1920-ih i 1930-ih godina, a u glavnoj ulozi našla su se uglavnom alevitska plemena Zaza. Treba naglasiti da se prema suvremenoj stručnoj terminologiji njihov jezik zazaki ne klasificira kao ogranak kurdskog jezika, no pripadnici tog iranskog naroda se zbog kulturološko-povijesnih poveznica većinom identificiraju kao Kurdi. Prva pobuna izbila je 1925. godine inicijativom Šejha Saida iz plemena Piran koji je od bivših graničarskih hamidija osnovao grupu Azadi („Slobodnjaci”) i zatražio od kurdskih plemena da mu se pridruže u borbi za neovisnost tj. protiv turske vlasti. Većina pristalica bila su plemena Zaza, dok su se određena kurdska plemena poput Herkija i Hormaka odlučno odbijala priključiti bilo kakvoj vrsti pobune. Velika većina Kurmandža također nije prisustvovala ustanku, a određena plemena su napustila savez nakon pljačkaških ispada gerilaca. Ipak, ova pobunjenička skupina bila je prilično veća u odnosu na gerilu koja se nedugo ranije borila protiv Britanaca u Mezopotamiji. Ohrabren vojnim snagama koje je imao na raspolaganju, Šejh Said se proglašava „kraljem Kurdistana” po uzoru na Barzandžija, no njegova vladavina u područjima koja danas približno odgovaraju Diyarbakıru i Mardinu potrajat će svega dva mjeseca. Poučeni britanskim iskustvom, Turci koriste identičnu strategiju zračnih udara novopečenim ratnim zrakoplovstvom koordiniranim s napadima kopnenih snaga pa brzo uništavaju otpor, a Šejh Said i njegovi najbliži suradnici su obješeni. Krajem 1920-ih godina u Turskoj izbija još jedan ustanak (nepovezan sa Šejhom Saidom): kurdska plemena iz istočne Anatolije uz pomoć Irana uspostavljaju visok stupanj samostalnosti na padinama Ararata odnosno sjeverno od jezera Van (tzv. „Republika Ararat”), a Turci prvotno nisu uspijevali uspostaviti kontrolu s obzirom kako su sjeverni i istočni obronci Ararata predstavljali međunarodnu granicu sa SSSR-om. Ipak, godine 1930. Turci gomilaju oružane snage i uz sovjetsku stratešku potporu počinju s gušenjem ustanka. Kurdi odgovaraju mobilizacijom snaga no priključuje im se relativno mali broj pristaša iz okolnih sela čiji motivi nisu bili nacionalistički već isključivo vjerski, te se početkom ljeta uspješno odupiru turskoj vojsci. Istovremeno, Turska proziva Irana zbog potpore kurdskim pobunjenicima pa između dviju država gotovo izbija rat. Ustanak je ugašen u rujnu 1930. godine nakon čega kurdski pobunjenici i njihovi zapovjednici bježe u Iran, a turska vojska nad preostalim Kurdima iz okolice Ararata provodi etničko čišćenje. Turska diskriminacija i zločini nad Kurdima posebno su se pojačali 1930-ih godina kada jača turski etnički nacionalizam odnosno nakon 1938. godine kada je u Dersimu ugašena još jedna nacionalistička pobuna alevitskih Kurda i Zaza.
Kurdska situacija u Iranu zbog snažnog osjećaja pripadnosti iranskoj naciji bila je mirna sve do konca Drugog svjetskog rata odnosno krize iz 1946. godine kada se na sjeverozapadnu zemlje javlja prosovjetski separatizam socijalističkog karaktera. Ugovorom o savezu SSSR-a, Velike Britanije i Irana, saveznici su za vrijeme rata koristili iranski teritorij kao koridor za prijenos zapadne vojne pomoći SSSR-u, no nakon njegova isteka sovjetska vojska prvotno se odbija povući iz sjevernog Irana, a zatim potiče lokalne azerske i kurdske socijaliste na separatizam što je u studenom 1945. godine rezultiralo osnivanjem azerske Narodne Republike Azerbajdžan (uz postojeću Azerbajdžansku SSR na sjeveru) odnosno u siječnju 1946. kurdske Republike Mahabad. Ovom geopolitičkom igrom razdiranja multietničkog Irana Staljin je pokušavao proširiti sovjetski utjecaj prema „toplim morima” (Perzijski zaljev) kao i britanskim interesima na područjima bogatim naftom (Irak) što će naposljetku rezultirati snažnom američkom i britanskom potporom Iranu. Osim političke nenaklonjenosti zapadnih supersila i naravno samog Irana, prosovjetska marioneta „Republika Mahabad” bila je zemljopisno podijeljena i među samim Kurdima, te politički i između sebe. Naime, obuhvaćala je manji dio iranskih područja naseljenih Kurdima (grad Mahabad s okolicom) dok u njegovu većinskom ostatku nisu zabilježeni separatistički pokreti, a politička struktura se oslanjala na prosovjetske socijaliste koji nisu imali potporu kod lokalnih plemenskih starješina. Sredinom 1946. sovjetska se vojska povlači iz Irana i dvije marionetske države gube izravnu vojnu zaštitu zbog čega se odmetnuta azerska vlast okreće Iranu, isto kao i veliki broj Azera koji su živjeli u Mahabadu i okolici (današnja iranska pokrajina Zapadni Azarbajdžan). Istovremeno, kurdske plemenske starješine s navedenog područja zajednički prisežu vjernost iranskoj vlasti u Teheranu i započinju borbu protiv prosovjetskih kurdskih separatista. Krajem godine iranska vojska uspostavlja potpunu kontrolu na sjeverozapadu zemlje; dok azerske pobunjeničke vođe bježe u SSSR, kurdski separatistički vođa Gazi Mohammad je uhićen i obješen. Iako tzv, „Republika Mahabad” predstavlja gotovo irelevantnu epohu kurdske povijesti, u općem kontekstu njen značaj bio je svjetskih razmjera jer su pokušaji sovjetskih političkih prodora u Iran rezultirali Trumanovom doktrinom koja se danas često smatra početkom hladnog rata.

### Od 1950. do danas

#### Turska
Od gušenja alevitskih pobuna iz 1930-ih, kurdska politička situacija u Turskoj bila je relativno mirna sljedećih pola stoljeća. Turska nije sudjelovala u Drugom svjetskom ratu i uspješno je očuvala svoju vanjskopolitičku neutralnost sve do početka 1950-ih godina kada se okreću Zapadnom svijetu i ulaze u NATO kao važan geostrateški partner. Sjedinjene Države i drugi zapadni saveznici Turske nisu previše marili zbog ugroženih prava etničkih manjina u toj zemlji, što je krajem 1970-ih godina rezultiralo osnivanjem ekstremističkih marksističkih i nacionalističkih organizacija među kojima se posebno ističe Radnička stranka Kurdistana (PKK).
Godine 1984. vođa PKK-a Abdullah Öcalan započinje opći oružani sukob protiv Turske koji je službeno trajao do 1999. godine kada su agenti CIA-e uhitili Öcalana u Keniji, no povremenih sukoba bilo je i kasnije. Ovaj sukob imao je katastrofalne posljedice za Kurde: smrtno je stradalo oko 30.000 ljudi, veliki dijelovi jugoistoka Turske su opustošeni, tisuće ruralnih mjesta je uništeno ili napušteno, kurdsko stanovništvo raseljeno je u sigurnija urbana područja poput Diyarbakıra, Vana ili Şırnaka, a povećava se i kurdska dijaspora u europskim zemljama. Turske su vlasti Abdullaha Öcalana prvotno osudile na smrt a potom na doživotni zatvor, dok je sam Öcalan priznao terorističku narav njegovog PKK-a. Među državama i organizacijama koje tu grupu klasificiraju terorističkom su Turska, Iran, Irak, Sirija, SAD, Velika Britanija, NATO, EU i UN. Prema američkim izvorima, 37,4 % etničkih Kurda u Turskoj smatra da PKK predstavlja sve Kurde dok se većina od 50,1 % s time se ne slaže.
Turska je danas država s najbrojnijim kurdskim stanovništvom koji su ujedno i najveća etnička manjina u zemlji, a njihov broj ovisno o izvorima i definicijama može varirati za više milijuna. Tursko vijeće za nacionalnu sigurnost tvrdi kako u Turskoj živi 12,6 milijuna Kurda, a CIA njihov broj procjenjuje na oko 14 milijuna odnosno 18 % od 78 milijuna ukupnog stanovništva Turske. S druge strane, prema kurdskim nacionalističkim izvorima koji sve alevitske vjernike i etničke pripadnike Zaza uvrštavaju pod Kurde, njihov je broj dvostruko veći i iznosi 25 milijuna. Sve navedene procjene odnose se na stanovnike Turske koji se identificiraju kao Kurdi, dok je broj govornika kurdskog jezika zbog višedesetljetne jezične asimilacije približno upola manji. Više od polovice Kurda u Turskoj su sunitski muslimani kao i velika većina etničkih Turaka, no za razliku od njih Kurdi ne pripadaju hanefijskoj već šafijskoj školi (mezhebu). Između 20-25 % Kurda su aleviti (šijitski oblik islama), a ostatak čine sufije, jesidi, kršćani i drugi. Većina kurdskog stanovništva tradicionalno živi u jugoistočnim dijelovima Turske što se prvenstveno odnosi na nejasno definirano zemljopisno područje Kurdistana, a stotine tisuća živi ih i u svojevrsnim etničkim enklavama središnjoj Anatoliji. Zbog sukoba turske vojske i PKK-a, veliki broj Kurda migrirao je i u industrijski najrazvijenije pokrajine na sjeveru Turske. Služenje kurdskim jezikom u javnosti bilo je zabranjeno sve do 1991. godine, no danas je turski i dalje jedinim službenim jezikom u zemlji.

#### Iran
Položaj Kurda u Iranu se po mnogo čemu razlikuje od ostalih današnjih država s kurdskim stanovništvom. Prije svega, Kurdi kao iranski narod zajedno s Perzijancima, Azerima, Mazanderanima, Gilakima, Tališima, Beludžima i ostalim srodnim narodima s Iranske visoravni dijele zajedničko etnojezično podrijetlo i kulturu, dok su također neprekinuto živjeli u zajedničkoj povijesnoj državi od njenog stvaranja do današnjeg dana. U vrijeme osmanlijskih prodora odnosno pomicanja granica prema istoku, stotine tisuća Kurda pronašlo je utočište u Iranu pa se danas njihovim potomcima smatra stanovništvo Horasanaa. Kurdska književnost u svim svojim oblicima (kurmandžijska, soranska, guranska) kao jedan od glavnih čimbenika njihovog identiteta također je stvarana u iranskim granicama i na nju su snažno utjecale ostale iranske književnosti (najviše perzijska). Osim povijesno-kulturoloških čimbenika, Iran se od ostalih zemalja zapadne Azije naseljenih Kurdima razlikuje i po tome što njegove granice nisu krojile europske kolonijalističke sile poput Velike Britanije, Francuske ili Rusije, stoga Iran nije zahvatio val nacionalističkih pokreta kao u Turskoj, Iraku ili Siriji već su ostali kao jedinstven primjer etnički heterogene ali politički homogene zemlje u široj regiji.
Zbog rastućeg turskog i arapskog nacionalizma kao i sovjetskog utjecaja u regiji, Iran je u 20. stoljeću svoju političku ideologiju gradio na paniranskim svjetonazorima i tradicionalno je pomagao Kurdima izvan iranskih granica koji su se našli pod političkom odnosno kulturološkom diskriminacijom i asimilacijom. Jedan od vodećih iranskih političara i intelektualaca iz vremena premijera Muhameda Mosadeka bio je Karim Sandžabi, Kurd iz Kermanšaha koji je predsjedao vodećom strankom Nacionalnog fronta. Kurdski položaj nije se mijenjao ni nakon 1953. godine kada je na vlast stupio M. Reza Pahlavi (inače mazanderanijske narodnosti), s obzirom na to da je paniranizam u njegovo vrijeme još više došao do izražaja i sam je šah Kurde nazivao „čistokrvnim Irancima” ili “jednim od najplemenitijih iranskih naroda”. Važan preokret u kurdskom društvu nastupa 1960-ih i 1970-ih kada Pahlavi provodi program industrijalizacije zemlje čime drastično opada njihov ruralni i nomadski način života. Iz perspektive industrijskog zemljopisa, ovaj program zahvatio je većinom sjeverne i središnje dijelove Irana u kojima postoji velik broj kurdskog stanovništva, no proces je išao prilično sporo pa je tako 1977. godine omjer industrijskih odnosno poljoprivrednih radnika u Istočnom Azarbajdžanu bio 1:2,6, a u Kurdistanu svega 1:20. Također, postotak urbanog stanovništva u središnjem Iranu bio je 80 %, a na područjima naseljenim Kurdima samo 25 %. Razlike između ovih omjera značajno su umanjene daljnjim usponom iranskog gospodarstva tijekom 1980-ih i 1990-ih godina.
Nasljeđe sovjetske marionetske vlasti iz Mahabada (1946.) kao i višegodišnji SSSR-ovi pokušaji destabilizacije Irana izazivanjem etničkih podijela i širenja komunizma odrazilo se osnivanjem nekoliko kurdskih marksističkih političkih stranaka poput PDKI-a, Komalaha i Tudeha. Među njima se najviše isticala „Demokratska stranka iranskog Kurdistana” (PDKI) koja je 1970-ih ilegalno djelovala protiv Pahlavijeve vlasti i tražila autonomiju za Kurde, a nakon njegovog pada i izbijanja iransko-iračkog rata priključila se tzv. „Nacionalnom vijeću otpora” predvođenog MEK-om, organizacijom koja je sudjelovala u Saddamovim pokoljima iračkih Kurda i koju Iran odnosno Sjedinjene Države smatraju terorističkom. Iako su kurdske marksističke stranke uglavnom marginalizirane nakon pada SSSR-a, godine 2004. pojačala se aktivnost PJAK-a (produžene ruke turskog PKK-a) koji se također u regiji i zapadnom svijetu uglavnom klasificira terorističkom skupinom.
Precizan broj Kurda u Iranu teško je utvrditi kao i kod ostalih država, no u ovom slučaju razlozi nisu asimilacijske prirode već se Kurdi i ostali narodi te zemlje više identificiraju kroz nacionalnu nego etničku pripadnost. Najčešće procjene postotka Kurda u odnosu na ukupno iransko stanovništvo kreću se od 7-10 % što podrazumijeva između 5,4 i 7,7 milijuna ljudi. Značajnije kurdske zajednice naseljavaju 15 od 31 iranske pokrajine: većina živi na sjeverozapadu (Kurdistanska, Kermanšaška pokrajina, Istočni i Zapadni Azarbajdžan), odnosno oko 10 % na sjeveroistoku zemlje (Horasan). Iranski gradovi s najvećim brojem kurdskog stanovništva su Sanandadž, Kermanšah, Bodžnord, Teheran, Širaz i Mašhad. Kurdi u Iranu govore kurdskim koji ima status službenog jezika u više pokrajina, odnosno perzijskim koji je službeni jezik u zemlji. Kurdska narječja okvirno se dijele na kurmandži (sjeverozapad) i sorani (jugozapad) iako ovisno o stručnim klasifikacijama postoji i niz drugih narječja odnosno jezika (gurani, lakijski, šabaki). Sunitski muslimani sa sjeverozapada zemlje čine većinu kurdskog stanovništva, oko milijun i pol šijitskih živi uglavnom u Kermanšaškoj pokrajini, a religijske manjine čine kršćani, jesidi i jarsani. Neki od najpoznatijih Kurda današnjice u Iranu su potpredsjednik Muhamed Reza Rahimi i teheranski gradonačelnik Muhamed Bagir Galibaf koji je na tom položaju 2005. godine zamijenio trenutnog iranskog predsjednika Mahmuda Ahmadinežada.

#### Irak
Raspadom Britanskog mandata Mezopotamije 1932. godine Kurdi su se prvo našli u hašemitskom Iračkom kraljevstvu, a potom od 1958. godine u Republici Irak. Kurdsko nezadovoljstvo iračkim nacionalizmom premijera Abdula Karima Kasima (inače arabiziranog Kurda) kulminiralo je početkom 1960-ih kada Mustafa Barzani podiže ustanak protiv iračkih vlasti. U ožujku 1970. godine Irak je objavio plan o uspostavi kurdske autonomije u roku od četiri godine, ali to nije učinjeno zbog naglog preokreta u politici al-Bakra koji se okreće panarapskim svjetonazorima: započinje razdoblje programa arabizacije u naftom bogatim regijama oko Kirkuka i Hanakina, a 1974. godine kao i organiziran progon Kurda. Iran je zbog solidarnosti pomagao Kurde u borbi protiv panarapske politike što je rezultiralo velikim trzavicama s arapskim svijetom. Godine 1975. irački predstavnik Saddam Hussein i iranski šah Mohammad Reza Pahlavi potpisuju Alžirski sporazum kojim se obavezuju na rješavanje pitanja o razgraničenju odnosno o iranskom okončavanju oružane podrške Kurdima u Iraku, nakon čega se iračka vlast obračunava s pobunjenicima i njihovim vođama poput Barzanija koji bježi u Iran.
Kudska situacija u Iraku značajno se pogoršala u vrijeme Saddamovih agresija protiv Irana (1980.) i Kuvajta (1990.): tijekom iračko-iranskog rata Saddamova vlada protiv manjina provodi represivne mjere što je 1983. godine rezultiralo građanskim ratom između sunitskih Arapa i Kurda. Glavni kurdski predstavnici u tom sukobu bili su Masud Barzani koji je u Arbilu predvodio Kurdistansku demokratsku stranku (KDP) odnosno Džalal Talabani i njegov Kurdistanski patriotski savez (PUK) iz Sulejmanije, a obje političke struje pomagao je Iran. Završno razdoblje iračko-iranskog odnosno arapsko-kurdskog sukoba iz 1988. godine obilježavaju masovna stradavanja i genocidalni zločini protiv Kurda kao što su al-Anfal kampanja i masakr u Halabdži. Slične pogrome Kurdi će doživjeti i nakon gušenja pobune iz 1991. godine tj. neposredno nakon svršetka Zaljevskog rata u kojem je Saddamov Irak poražen ali je uspio uspostaviti kontrolu nad iračkim Kurdistanom. Iste godine više od milijun i pol izbjeglica napušta sjeverni Irak i bježi u Iran, Tursku i europske zemlje, a kako bi zaštitio preostale Kurde UN donosi rezoluciju kojom se iračkom ratnom zrakoplovstvu zabranjuju preleti sjeverno od 36. paralele. Krajem 1991. godine kurdska gerila uspjeva prognati iračku vojsku iz Arbila i Sulejmanije gdje uspostavljaju kontrolu, na što iračka vlast odgovara obustavom humanitarne pomoći i potpunim embargom iračkog Kurdistana. Kurdi kao odgovor u svibnju 1992. godine osnivaju Kurdsku regionalnu vladu i održavaju parlamentarne izbore.
Sredinu 1990-ih godina obilježava građanski rat između KDP-a i PUK-a, dviju glavnih kurdskih političkih stranaka u Iraku. Dvije godine nakon parlamentarnih izbora iz 1992. u kojima su KDP i PUK ostvarili podjednaku podršku od 45 % glasova, zbog kontrole nad crnim tržištem (produkt Saddamovog embarga) izbijaju oružani okršaji između dviju frakcija što već prve godine rezultira tisućama žrtava. Godinu dana kasnije sukobljene snage posredništvom CIA-e prekidaju sukobe zbog zavjere o likvidaciji Saddama Husseina, no plan se naposljetku izjalovio pa se oružani sukob nastavio. Godine 1996. dvije strane sklapaju savezništva: Talabanijev PUK traži pomoć od Irana, a Barzanijev KDP se okreće samom Saddamu koji vidi priliku da povrati kontrolu nad sjeverom zemlje. Situacija je postala još složenijom kada Sjedinjene Države pod izlikom kako žele spriječiti „novi genocid nad Kurdima” započinju s ograničenim bombardiranjem Iraka, a zbog međunarodnog djelovanja kurdskog PKK u sukobe se uključuje i Turska koja operacijama Čekić i Čelik na sjeveru Iraka nanosi velike gubitke toj marksističkoj organizaciji. Mirovni sporazum između KDP-a i PUK-a sklopljen je 1998. godine uz američko posredništvo, a njime su se dvije stranke obavezale kako neće dozvoliti pristup iračkoj vojsci ili PKK-u na području Kurdistana, te kako će dijeliti međunarodnu pomoć odnosno političku moć. Suradnja između dvije političke struje posebno je došla do izražaja 2003. godine kada su potpomogli američku invaziju na Irak i svrgavanje Saddama Husseina.
Kurdi u Iraku danas čine 15-20 % ukupnog stanovništva, što podrazumijeva između 4,7 i 6,5 milijuna ljudi. Većina ih živi u sjeveroistočnim dijelovima zemlje odnosno u politički definiranom području Iračkog Kurdistana kojim prema novom ustavu iz 2005. godine upravlja Kurdska regionalna vlada, a obuhvaća tri od ukupno 18 iračkih pokrajina: Arbilsku, Duhočku i Sulejmanijsku pokrajinu. U toj autonomiji živi oko četiri milijuna ljudi, no među njima osim Kurda ima i desetke tisuća Arapa, Asiraca, Kaldejaca, Armenaca, Šabaka, Mandejaca i drugih etničkih skupina. Najviše Kurda živi u milijunskim gradovima Arbilu i Sulejmaniji dok postoji i značajni broj ruralnog stanovništva, a među ostalim iračkim gradovima izvan autonomije vrijedi izdvojiti Bagdad s oko 300.000 Kuda i Mosul s 50.000, te općenito južni Irak gdje ih živi oko 100.000. Dominantna religija kod iračkih Kurda jest sunitski islam (šafijski ogranak), dok uz manje izolirane zajednice kurdskih kršćana i Židova vrijedi izdvojiti i desetke tisuća jesida. Kurdski jezik je uz arapski službenim jezikom u Iraku od 1970. godine, a od narječja su najviše zastupljeni kurmandži i sorani. Kurdi su danas zastupljeni na visokim političkim položajima u Iraku: od 2005. godine predsjednik autonomije Iračkog Kurdistana je Masud Barzani iz KDP-a, a Džalal Talabani iz PUK-a je predsjednik Republike Irak.

#### Sirija
Nakon što se francuski mandat u Levantu 1946. godine raspao na Libanon i Siriju (ne računajući sjeverne dijelove koje je prigrabila Turska), većina starosjedilačkih Kurda završila je pod granicama novostvorene Sirijske Arapske Republike. S obzirom na to da je novostvorena arapska država svoj nacionalni identitet gradila na panarapskoj ideologiji egipatskog predsjednika Gamala Abdela Nasera, Kurdi su se našli u podređenom položaju u odnosu na arapsku većinu ali oružani sukobi ili progoni nisu zabilježeni. Situacija Kurda počela se popravljati tijekom 1960-ih, 1970-ih i 1980-ih godina što je uvjetovano nizom vjersko-političkih promjena u Siriji, ali i diljem regije. Godine 1961. raspuštena je Ujedinjena Arapska Republika koja se sastojala od Sirije i Egipta pa panarapsko raspoloženje počinje blijediti na sirijskoj političkoj sceni, a 1970. godine na vlast dolazi Hafez al-Assad koji je pripadao manjinskoj vjerskoj skupini alavita (šijitski ogranak sličan alevitima) zbog čega se odnos prema Kurdima značajno popravio. Nakon što je 1979. godine Saddam Hussein pučem prisvojio vlast u Iraku odnosno Iranske revolucije, Sirija okreće leđa Iraku i priklanja se tradicionalnom kurdskom savezniku Iranu na čije je čelo stupio šijitski ajatolah Ruholah Homeini. Tijekom 1980-ih i 1990-ih godina zbog sukoba PKK-a u Turskoj i Saddamovih progona, stotine tisuća Kurda pronašlo je utočište u Siriji gdje njihov status nije riješen do današnjeg dana.
Kao i u slučaju Turske i Iraka, Kurdi su najveća etnička manjina u Siriji i čine približno 8 % ukupnog stanovništva odnosno oko dva milijuna ljudi. Najviše ih živi u sjeveroistočnim dijelovima zemlje koji odgovaraju zemljopisnom području Kurdistana tj. u sirijskoj pokrajini al-Hasaka. Značajniji gradovi te pokrajine u kojima Kurdi čine velik dio stanovništva su Kamišli i al-Hasaka, a osim sjevernih dijelova zemlje poput obronaka Taurskog gorja vrijedi izdvojiti i najveće sirijske gradove Damask i Alep koji imaju desetke tisuća kurdskog stanovništva. Većina sirijskih Kurda su sunitski muslimani (šafijski i hanefijski ogranci), dok manjinu čine šijitski alaviti i aleviti, zatim kršćani, te oko 12.000 jesida. Jedini službeni jezik u zemlji je arapski kojim govori većina miroljubivo asimiliranih Kurda na jugozapadu zemlje, a najzastupljenije kurdsko narječje na sjeveroistočku jest kurmandži. Prema službenim američkim izvorima, većina Kurda u Siriji bilo da je riječ o starosjediocima ili pridošlicama više se identificira kroz plemenski identitet nego kurdski ili sirijski nacionalizam. Relativno miran suživot s većinskim arapskim stanovništvom kao i kulturološka difuzija između dva naroda pridonijeli su većem povjerenju Kurda u sirijske vlasti.

#### Ostale zapadnoazijske zemlje
Među ostale države zapadne Azije koje objedinjuju matična kurdska područja spadaju Armenija i Azerbajdžan s nekoliko etničkih enklava, odnosno Jordan i Turkmenistan pod čijim se granicama nalaze manji dijelovi geografskog područja Horasan. U slučaju dviju zemalja bivšeg SSSR-a treba naglasiti kako se Kurdi dijele na starosjedilačka nomadska plemena odnosno na pridošlice koji su bili žrtvama osmanlijskih i turskih progona od 19. stoljeća nadalje. Izuzevši Staljinove čistke iz 1930-ih godina, Kurdi su tijekom sovjetskog razdoblja kao i ostale manjine uživali relativnu slobodu i vladinu kulturnu potporu. Kulturni centri, fakultetski programi i izdavaštvo na kurdskom bili su dozvoljeni, no većina Kurda govorila je azerskim jezikom - primjerice, sovjetski popis stanovništva iz 1926. godine ukazuje kako se svega 3100 (ili 8,3 %) od ukupno 37.200 azerbajdžanskih Kurda aktivno služilo kurdskim jezikom. Nakon raspada SSSR-a 1991. godine položaj Kurda u novoosnovanim republikama se općenito pogoršao zbog rastućeg nacionalizma što se posebno odnosi na Armeniju i antikurdsko raspoloženje nakon rata u Gorskom Karabahu. Prema posljednjim službenim popisima stanovništva, u Azerbajdžanu danas živi 13.100 Kurda, dok ih je u Armeniji 1519 ne računajući 40.620 jesida. Kurdske organizacije broj Kurda procjenjuju na oko 200.000 u Jordanu i oko 40.000 u Turkmenistanu dok je njihov precizan broj teško procijeniti zbog ratnog stanja odnosno političkih manipulacija prilikom službenog popisivanja stanovništva.

#### Dijaspora
„Dijaspora” je u kurdskom slučaju vrlo relativan pojam ako se uzmu u obzir njihov nomadski način života, stoljeća progona ili izbjeglištva, no danas se pod dijasporom uglavnom smatraju Kurdi na svim područjima izvan geografskih pokrajina Kurdistana i Horasana, ili pak Kurdi u zapadnom svijetu. Prvi valovi kurdskih migracija prema Europi su se pojavili još 1960-ih godina, dok se najveći val iseljeništva bilježi 1980-ih i 1990-ih čemu su kumovali tursko-kurdski sukob, iračko-iranski rat i Saddamovi progoni. Tri europske zemlje s najvećim brojem kurdskih imigranata su Njemačka (650.000), Velika Britanija (250.000) i Francuska (120.000), dok među ostalima koje imaju više desetaka tisuća su Nizozemska (75.000), Švicarska (65.000), Austrija (55.000), Belgija (55.000), Švedska (27.500) i Grčka (25.000). Izvan Starog svijeta najveće kurdske imigrantske zajednice postoje u Australiji (10.000), Sjedinjenim Državama (9423) i Kanadi (9205). Prema podacima hrvatskog Državnog zavoda za statistiku iz 2004. godine, u Republici Hrvatskoj nema osoba kurdske narodnosti ali je važnom karikom za tranzit ilegalnih imigranata među kojima je i mnogo Kurda.

## Diskriminacija Kurda
U svojoj višestoljetnoj povijesti Kurdi su često bili izloženi diskriminaciji koja je prvotno bila religijskog odnosno kulturološkog, a potom od početka 20. stoljeća i etnojezičnog karaktera. Najraniji oblici diskriminacije zabilježeni su još tijekom razdoblja abasidskog kalifata u prvoj polovici 2. tisućljeća kada su arapski sunitski kalifi ugnjetavali kurdske alevite, dok se slična vrst religijskih progona nastavila i u doba vladavine Osmanlija (također sunita) koji su vršili represiju nad kurdskim jesidima provodeći politiku sunitizacije. Nakon raspada Osmanskog Carstva diskriminacija Kurda dobiva novu dimenziju koja se projicira kroz turske odnosno arapske nacionalističke i panetničke ideologije.
Kao posljedica otpora prema pobjedničkim zapadnim silama iz Prvog svjetskog rata, turski nacionalistički pokret rađa se 1920-ih godina u vrijeme vladavine Kemala Atatürka koji vlastitu ideologiju kemalizma gradi na konceptu sekularne nacionalne države s isključivim turskim predznakom. Etnocentrične ideje panturkizma odnosno turanizma stavile su iranske narode poput Kurda i Zaza u podređeni položaj prema većinskim turkijskim narodima što se posebno očituje u turkizaciji kurdskog jezika i službenog identificiranja Kurda kao „planinskih Turaka”. Nadalje, turski sekularizam koji je u zapadnom svijetu učestalo viđen kao čin modernizacije i napretka zapravo je pogodio vjerske manjine poput alevita koji su se kulturološki identificirali kroz njihovu religiju, zbog čega je 1930-ih godina došlo do niza ustanaka Zaza i kurdskih plemena odnosno njihovih masakra i progona. Nad Kurdima kao i ostalim manjinama u Turskoj provođen je i etnocid: kurdski jezik bio je zabranjen sve do 1991. godine, kao i Novruz odnosno iranska Nova godina koja je značajnim simbolom kurdskog identiteta i otpora. Ljudska prava u Turskoj počela su se drastično popravljati nakon 1946. godine kada je uvedeno višestranačje i započet proces demokratizacije političkog sustava, što su povremeno sputavali vojni udari iz 1960., 1971. i 1980. godine kojima je bio cilj povratiti kemalistička načela koja uključuju prisilnu asimilaciju Kurda.
Nacionalizam u zapadnoazijskom dijelu arapskog svijeta prvotno se razvijao kao posljedica otpora prema kolonijalističkim silama Velike Britanije i Francuske koje su upravljale Mezopotamijom i Levantom, a potom se 1960-ih godina zbog bliskoistočnog sukoba preobrazio u ideologiju panarabizma. Kao i u slučaju Turske, Kurdi su u Iraku bili podvrgnuti jezičnoj i kulturološkoj asimilaciji: baathistička je vlada kurdske jeside službeno proglasila „Arapima”, provođeni su vladini programi preseljavanja Kurda odnosno arabizacije njihovog jezika, dok su na kurdska područja sjevernog Iraka naseljavani Arapi iz Sudana i Mauritanije. Istovremeno, kurdska situacija u Siriji nije bila toliko drastična kao u Iraku pa su brojni Kurdi i kršćani u toj zemlji još od 1920-ih godina našli utočište pred turskim progonima, međutim, kurdski jezik kojim govori desetina sirijskog stanovništva nije priznat do današnjeg dana. Napredak po pitanju ljudskih prava u Iraku i Siriji zabilježen je početkom 1970-ih godina kada iračka vlada priznaje kurdski jezik odnosno kada alavitski Hafez al-Assad stupa na vlast u Siriji, dok se kurdska situacija u Iraku drastično pogoršala nakon 1979. godine kada na vlast dolazi Saddam Hussein i započinje epoha masovnih progona. Teško razdoblje završit će padom Saddamovog režima 2003. odnosno donošenjem novog iračkog ustava dvije godine kasnije. U Siriji od 1970. godine prisilni oblici asimilacije nisu zabilježeni, no najveći problem države jest nerješen status državljanstva više stotina tisuća Kurda koji su pronašli utočište u Siriji, a danas ovisno o izvorima čine 10-15 % ukupnog broja Kurda (ostali su starosjedioci). Paradoksalan podatak jest da Sirijom četiri desetljeća vlada obitelj al-Assad koja religijski pripada alavitima, ali Novruz kojeg slave i alaviti i Kurdi nije službenim blagdanom u zemlji.
Teške trenutke u svojoj povijesti Kurdi s područja Kavkaza doživjeli su 1930-ih godina kada su uz brojne druge narode postali žrtvama Staljinovih čistki i prisilnog premještanja sovjetskog stanovništva prilikom kojih je na tisuće Kurda preseljeno sjeverno od Kavkaza ili pak u središnju Aziju. Nakon raspada SSSR-a oblici diskriminacije prema Kurdima zabilježeni su i u Armeniji zbog antimuslimanskog raspoloženja tijekom rata protiv Azerbajdžana u Gorskom Karabahu (1988. – 1994.) kada su proganjani muslimanski Kurdi i Azeri.

### Genocidi i ratni zločini
U 20. stoljeću nad Kurdima je proveden i genocid kao i više ratnih zločina definiranih prema Haaškim konvencijama iz 1899. i 1907. odnosno Ženevskim konvencijama iz 1949. godine, a počinitelji su bili Turska i Saddamov Irak.

#### Turski zločini
Ratni zločini u Turskoj zabilježeni su još 1925. kada je nakon gušenja Šejh Saidovog ustanka provedeno etničko čišćenje Kurda i Zaza, odnosno 1930. godine kada su Turci prilikom gušenja pobune na Araratu ubili oko tri tisuće kurdskih civila. Najteže razdoblje Kurdi i plemena Zaza doživljavaju krajem 1930-ih godina kada je počinjen lokalni masakr u Dersimu: nakon što je turska vlada provela sekularne reforme koje su ograničile utjecaj plemenskih i vjerskih vođa u Dersimu (današnja turska pokrajina Tunceli), alevitska plemena Zaza predvođena Saidom Rizom podižu još jedan u nizu ustanaka protiv središnje vlasti. Turska vojska kao odgovor poslala je oko 50.000 vojnika koji su u dvije faze (1937. i 1938.) potpuno slomili otpor, pritom ubivši tisuće civila i razorivši desetke sela. Prema službenim turskim izvorima stradalo je oko 10 % od ukupno 65-70 tisuća stanovnika, dok kurdski nacionalistički izvori govore o 200 razorenih sela, 8000 uništenih kuća i 15.000 ljudskih žrtava. Razmjere i klasifikaciju ovog ratnog zločina (možda i genocida) danas je teško utvrditi prvenstveno zato što se njima manipulira u političke svrhe.
Nova serija ratnih zločina počinjena je 1980-ih i 1990-ih tijekom oružanog sukoba između Turske i Radničke stranke Kurdistana (PKK), marksističke i separatističke organizacije koja se u regiji i zapadnom svijetu uglavnom klasificira terorističkom. Prema službenim izvorima turske vojske, u razdoblju između 1984. i 2008. godine osim više desetaka tisuća pripadnika PKK-a smrtno je stradalo i 5560 civila. Američka nevladina organizacija za ljudska prava Humanitarian Law Project tvrdi kako je Turska u sukobu uništila 2.400 kurdskih sela prilikom čega je pogubljeno 18.000 Kurda, kanadsko sveučilište iz Novog Brunswicka navodi podatak od tri milijuna kurdskih izbjeglica, a prema IDMC-u njihov je broj krajem 2009. godine iznosio oko milijuna. „Ratni zločini” u ovom sukobu mogu biti relativnim pojmom budući kako statistike ubrajaju i žrtve terorističkih aktivnosti PKK-a, izoliranih incidenata, te kolateralne štete.

#### Irački zločini
Najgori zločini ikad počinjeni nad Kurdima dogodili su se krajem 1980-ih godina kada je tadašnji irački diktator Saddam Hussein pokrenuo „kažnjeničku” al-Anfal kampanju zbog njihove potpore Iranu tijekom iransko-iračkog rata. Početni napadi zabilježeni su 1986. godine kada je iračka vojska započela s masovnim bombardiranjem i kopnenim invazijama kurdskih gradova na sjeveru Iraka, a godinu dana kasnije Saddam je navedeno područje povjerio svom rođaku Aliju Hasanu al-Madžidu koji će zbog korištenja bojnih otrova kasnije dobiti nadimak „Kemijski Ali”. Do kraja 1987. godine sve operacije vodile su se upotrebom konvencionalnog oružja, no kada su u siječnju iduće godine zajedničke kurdske i iranske snage zauzele važna strateška mjesta u sjeveroistočnom Iraku, Saddamovi vojnici koristili su i kemijska oružja: sumporni iperit, sarin i tabun. Kurdski vođa PUK-a Džalal Talabani već je u veljači službeno prozvao iračku vlast zbog sustavnog genocida, progona milijuna i pol ljudi, te uništenja 12 gradova odnosno 3000 sela. Zapadni svijet se zbog otvorene potpore Saddamu protiv Irana oglušio na ove prozivke tvrdeći kako je riječ o „propagandi”, ali nakon rata pokazalo se kako Talabanijeve procjene ne samo da nisu bile preuveličane već je i podcjenio opseg iračkih razaranja i genocida. Ovi zločini kulminirali su sredinom ožujka 1988. godine kada su Saddamove snage prvo pokrenule konvencionalni a potom i kemijski napad na grad Halabdžu koji je tada imao oko 80.000 stanovnika.
Posljedice iračke al-Anfal kampanje bile su katastrofalne: broj poginulih kurdskih civila procjenjuje se od 50.000 do 182.000 (uključujući žene i djecu), razoreno je oko 2000 (90 %) kurdskih sela i uništene su brojne škole, bolnice, džamije i crkve. U gradu Halabdžu je od kemijskog napada stradalo između tri i pet tisuća ljudi, a višestruko veći broj njih je pretrpio teške posljedice trovanja ili opeklina. U prosincu 2005. godine Međunarodni sud pravde u Haagu (ICJ) službeno je proglasio irački progon Kurda genocidom uz obrazloženje kako događaje ne mogu opisati nikako drugačije osim „pokušajem uništenja kurdskog stanovništva u Iraku”. Tri godine nakon što je američkom intervencijom svrgnut Saddamov režim započela su suđenja odgovornima za al-Anfal i druge pokolje: Saddam Hussein obješen je u prosincu 2006. godine zbog nepovezanog masakra šijita u Dudžailu, a Kemijski Ali osuđen je zbog an-Anfala i doživio je identičnu sudbinu u siječnju 2010. godine. Uz Saddamove iračke vojnike, u pokoljima Kurda sudjelovala je i organizacija MEK poznata po terorističkim napadima u Iranu zbog neslaganja s političkim sustavom, no tadašnja predvodnica Marjam Radžavi unatoč osobnom naređivanju pokolja Kurda nije osuđivana i danas uživa slobodu u Parizu. Navedeni irački zločini nad Kurdima danas se smatraju najvećim genocidom koji je počinjen upotrebom kemijskog oružja. Iako se u političkom smislu kurdski položaj neusporedivo poboljšao u odnosu na Saddamovo razdoblje, od 2005. godine u sektaškom nasilju i izoliranim incidentima smrtno je stradalo više stotina kurdskih jesida.

### Otpor

#### Nacionalizam
Kurdski nacionalizam u teoriji se rađa na prijelazu iz 19. u 20. stoljeće, a njegovi nosioci bili su pripadnici intelektualne elite iz Istanbula odnosno egipatskom grada Kaira koji je u to vrijeme bio pod britanskom kontrolom. Isto kao i u slučaju arapskog ili balkanskih nacionalizama, pokret je nastajao kao protuteža turskom nacionalizmu ali važnu ulogu igrali su Britanci i njihovi politički saveznici iz Europe kojima je cilj bio oslabiti Osmansko Carstvo i prisvojiti njegove teritorije na Bliskom istoku. Godine 1898. braća Medhat Paša i Abdul Rahman u Kairu počinju izdavati kurdski nacionalistički časopis „Kurdistan”, a zatim se pod pritiskom sele u Europu gdje ga nastavljaju izdavati sve do 1902. godine. Kasnije je sličan aktivistički časopis Rodži Kurd („Kurdski dan”) izdavan i u samom Istanbulu, a od 1913. godine mijenja naziv u Hatavi Kurd („Kurdsko sunce”). Na turskom jeziku izdavan je i tjednik Džin („Život”) koji je 1916. promicao nezavisnost za osmanlijske Kurde, isto kao i tjednik „Kurdistan” tijekom 1917. i 1918. godine. Ipak, svi navedeni časopisi izdavani su izvan kurdskih etničkih područja pa je njihov politički utjecaj bio irelevantan. Nacionalizam u kurdskoj intelektualnoj dijaspori osnažio je i nakon osmanlijskog poraza u Prvom svjetskom ratu odnosno kada je američki predsjednik Woodrow Wilson iznio 14 točaka na Versajskoj mirovnoj konferenciji (1919. – 1920.) prema kojima neturski narodi bivšeg Osmanskog Carstva imaju pravo na samostalan politički razvoj. Međutim, takav alturistički politički program u praksi nikada nije zaživio već su osmanlijsku ulogu na Bliskom istoku zamijenile kolonijalističke sile Velike Britanije i Francuske koje su svoje političke saveznike pronašle u arapskom, odnosno Rusija u armenskom stanovništvu. U prvoj polovici 20. stoljeća zabilježeno je više kurdskih ustanaka i pokušaja ostvarivanja političke samostalnosti, no svi takvi pokušaji bili su lokalnog karaktera odnosno dijelom geopolitičkih igara većih sila zbog čega ih teško možemo okarakterizirati „nacionalističkima”. Pokretači prvih ozbiljnijih pobuna nacionalističkog karaktera bila su plemena Zaza iz središnje Turske čiji je politički aktivizam nastao kao odgovor na tursko ugnjetavanje alevita. Međutim, nacionalizam Zaza bio je ograničen na njihovu etničku odnosno alevitsku vjersku zajednicu. Od sredine 20. stoljeća nadalje, nacionalizam kod Kurda razvijao se u dva različita pravca: paniranizam i iredentizam.

#### Paniranizam
Politička bliskost između Irana i Kurda koji su ostali izvan matične države javlja se još tijekom safavidskog razdoblja, no paniranizam kao ideologija definiran je u 20. stoljeću zbog pritisaka europskih sila odnosno turskih i arapskih pokreta slične vrste. Paniranizam zagovara ujedinjenje svih iranskih naroda koji su (osim što pripadaju istoj kulturi) povijesno živjeli u zajedničkoj državi od 7. stoljeća pr. Kr. do razdoblja ruskih i osmanlijskih osvajanja između 17. i 20. stoljeća, a njegovi zagovornici među ostalim bili su brojni kurdski i azerski intelektualci. Osim što su Kurdi svoj kulturološki identitet gradili na teoriji o medijskom podrijetlu i što je slavljenje iranskog blagdana Novruza postao simbolom otpora protiv tuđinske asimilacije, na politički paniranizam utjecala je i povijesna činjenica kako su Kijaksar od Medije i Ismail I. Safavidski (Kurd) osnivači povijesne odnosno moderne iranske nacije. U 20. stoljeću paniranizam u političkoj praksi prvi puta dolazi do izražaja 1930. godine kada Iran pomaže ustanak Kurda na Araratu protiv Turske, što je umalo završilo i općim oružanim sukobom između te dvije zemlje. U isto je vrijeme u sjeverozapadnom iranskom gradu Raštu izlazio aktivistički časopis „Iran-e Kabir” koji je zagovarao paniranizam i sveopću iransku potporu Kurdima. Paniranski svjetonazori zadržani su i u vrijeme vladavine mazanderanskog šaha M. Reze Pahlavija koji je osobno glorificirao iransko podrijetlo Kurda i pomagao njihov ustanak protiv Iraka sredinom 1970-ih, a kulminirali su 1980-ih kada je trajao oružani sukob između Irana i Kurda s jedne odnosno Iraka, arapskog svijeta i Sjedinjenih Država s druge strane. Paniranizam je danas izražen kod više milijuna starosjedilačkih i stotina tisuća izbjegličkih Kurda u Iranu, zatim šijitskih alevita u Turskoj i Siriji, te kod dijela sunitskih Kurda u Iraku. Problematika ovog oblika kurdskog otpora danas leži u pragmatizmu iranske vanjske politike odnosno održavanju ravnoteže između političke potpore Kurdima i dobrosusjedskih odnosa s nekadašnjim političkim neprijateljima Turskom i Irakom.

#### Iredentizam
Osnovno načelo kurdskog iredentističkog pokreta jest opći separatizam svih etnički kurdskih područja (koja nisu precizno geografski definirana) odnosno stvaranje tzv. „Velikog Kurdistana” preko teritorija današnje Turske, Sirije, Iraka, Irana i Armenije. Vojno-politički aktivizam separatističkih grupa koje preferiraju ovu ideologiju u drugoj polovici 20. stoljeća okvirno su obilježila dva razdoblja: hladni rat i najnovije doba.
Prve iredentističke struje nastaju neposredno nakon svršetka Drugog svjetskog rata kada Staljinov SSSR pomoću marionetskih režima pokušava proširiti komunistički utjecaj u sjeverozapadnom Iranu i široj regiji. Sjedinjene Države i Velika Britanija na ovaj su potez reagirale Trumanovom doktrinom, Operacijom Ajax i Bagdadskim paktom čime je stvorena svojevrsna politička membrana protiv sovjetskog utjecaja u regiji, a uključivala je Tursku, Irak i Iran odnosno zemlje s najvećim brojem Kurda. U takvim političkim okolnostima kurdske separatističke organizacije rađane su uglavnom na marksističkim temeljima, dok se izravni sovjetski utjecaj očituje ne samo u osnivanju marionetskog režima u iranskom Mahabadu već i u obuci Mustafe Barzanija koji je vodio pobunu u Iraku, odnosno Abdullahu Öcalanu čiji se PKK borio protiv Turske.
Godine 1991. raspada se SSSR čime kurdske separatističke organizacije gube glavnog sponzora i ideološku inspiraciju, dok istovremeno Irak zbog invazije na Kuvajt i Zaljevskog rata postaje dijelom liste američkih neprijatelja pa Sjedinjene Države na Kurde počinju gledati kao na sredstvo za destabiliziranje Sirije, Irana i Saddamovog Iraka. Kurdski su militanti odigrali značajnu ulogu prilikom američke invazije na Irak (2003.), a njihova suradnja nastavila se i kasnije. Naime, godine 2006. američki kongresmen hrvatskog podrijetla Dennis Kucinich uputio je službeno pismo predsjedniku Georgeu Bushu kojim ga je upozorio kako američke obavještajne službe potpomažu PJAK (ogranak PKK-a) i slične organizacije marksističkog ili terorističkog karaktera koje djeluju protiv Irana. Čitav slučaj izazvao je burne reakcije bliskoistočnih zemalja uključujući i američkog saveznika Tursku, što je naposljetku pod administracijom Baraka Obame rezultiralo uvrštavanjem PJAK-a na američki popis terorističkih skupina.
Iredentistički odnosno separatistički pokreti doživjeli su neuspjeh prvenstveno zato što su koketirali s marksističkim ideologijama oslanjajući se pritom na sovjetsku pomoć, te zbog korištenja terorizma kao sredstva za ostvarivanje svojih političkih ciljeva. Posljedice raspada SSSR-a 1991. godine bile su gubitak izravne političke potpore kao i opća marginalizacija njihovih ideologija, dok su zbog agresivnih vojno-političkih metoda klasificirani kao terorističke skupine od strane velikog dijela međunarodne zajednice kao i većine samih Kurda. Također, marksistička načela poput ateizma impliciraju isključivanje kurdske religijske tradicije koja je vrlo značajna za kurdski identitet, što je još jednim razlogom slabe potpore kod Kurda. Jedan od većih problema iredentističkih pokreta jest što se političkim ograđivanjem od Irana i stvaranjem nacionalnih mitova istovremeno distanciraju i od tradicionalne političke potpore odnosno kulture kojoj povijesno pripadaju. Kurdski iredentistički pokreti danas se svode na ilegalne marksističke stranke i uživaju malu potporu u matičnim zemljama, a izraženi su u njihovoj dijaspori.

#### Regionalizam
U 21. stoljeću do izražaja je došla kurdska politička ideologija regionalizma koja se smatra najpragmatičnijom s obzirom na to da isključuje oružane aktivnosti i mijenjanje državnih granica već se zalaže za veći stupanj političke samostalnosti u okvirima postojećih država, pravo na služenje materinskim jezikom, te poštovanje općih ljudskih prava. Zagovornici ove politike smatraju kako kurdska etnička područja ne bi trebala biti predmetom razdora već gospodarskom, političkom i kulturološkom sponom među državama. Uspješnim primjerom ovog političkog pravca može se smatrati Irak u kojem Kurdi od 2005. godine uživaju političku autonomiju, dok su u Siriji i Turskoj regionalističke stranke zabranjene i ne postoji nikakav oblik kurdske samouprave. Izuzetak u ovom političkom primjeru je Iran u kojem kurdski jest službenim regionalnim jezikom i postoji Kurdistanska pokrajina, no Kurdi ne pokazuju interes za autonomijom.

## Kurdska plemena
Kurdi se sastoje od brojnih plemena koja su zbog povijesnog nomadskog načina života razasuta diljem Irana, istočne Anatolije i sjeverne Mezopotamije. O brojnosti i kulturološkoj složenosti kurdskih plemena dovoljno govori podatak kako je do današnjeg dana izdano vrlo malo publikacija na temu njihove klasifikacije, pa je vjerojatno i danas najcitiraniji rad francuskog orijentologa Françoisa Bernarda Charmoya (1793. – 1869.) koji je svoj popis sastavio na temelju „Šafarname“, djela kurdskog povjesničara Šaraf-hana Bidlisija iz 16. stoljeća. Kurdska plemena možemo okrvirno podijeliti prema državama odnosno njihovim pokrajinama, a to su:
- Iran (pokrajina - plemena)[74]:

- Zapadni Azarbajdžan - Džalali, Milan (iz okolice Makua), Hajdaranlu (na turskoj granici, jugozapadno od Makua), Donboli (turkofono pleme iz okolice Koja i Salmasa), Korasuni (kurdizirani Turci, jugozapadno od Koja), Šikak (južno od Salmasa), Herki (okolica Urmije), Begzada (južno od Urmije), Zerza (uz iračku granicu, zapadno od Ošnavije), Piran (na iračkoj granici, jugozapadno od Nakade), Mamaš (okolica Nakade), Mangur (jugozapadno od Mahabada), Mokri (okolica Mahabada), Debokri (istočno od Mahabada), Govrak (južno od Mahabada, oko Sardašta i sjeverozapadno od Sakeza), Malkari (okolica Sardašta), Suzini (zapadno od Sakeza) i Fajz Alah Begi (sjeveroistočno od Sakeza).
- Istočni Azarbajdžan - Čalabijanlu, Muhamed Kanlu, Hosajnaklu, Hadži Alilu, Hasan Beglu i Karačorlu su šest šijitskih turkofonih plemena kurdskog podrijetla koji prebivaju u okolici drevnog Karadžadaga tj. modernog Arasbarana, odnosno na području između rijeke Aras i planinskog lanca Sabalan. Kolukdžanlu i Šatranlu (ogranci Šikaka), Delikanlu, Ahmadlu, Šadlu, Rišvand i Mamanlu su sedam šijitskih turkofonih plemena kurdskog podrijetla koji prebivaju u Kalkalu odnosno na području između planine Bozguš i rijeke Kizil Uzen. Šikak je veliko šijitsko turkofono pleme koje prebiva na prostranim područjima sjeveroistočno i sjeverozapadno od Mijane.
- Kurdistanska pokrajina - Najvažnija plemena su: Saršiv (na iračkoj granici, južno od Bane), Tilakui (kurdizirani Turci, okolica Sonate i Zage), Bani Ardalan (okolica Sene tj. Sanandadža), Jaf (jugozapadno od Sanandadža), Hulilan (jugoistočno od Kermanšaha), dok među ostalim plemenima između Kermanšaha (modernog Baktarana) i iračke granice vrijedi izdvojiti: Guran, Kalhur, Sandžabi, Šarafbajani, Kirindi, Badžalan, Nanakuli i Zangana.
- Hamadanska pokrajina - Džamiri, Džuzikan i Šahdžan.
- Luristan - Delfan i Selsela (dvije veće zajednice plemena), Armai iz zajednice Tarhan, te Bajranvand iz područja Piši Kuh koje govori jezikom laki. Pretpostavlja se da su i plemena Itivand i Judeki s Piši Kuha također kurdska, kao i veliko pleme Kord u Pošti Kuhu.
- Huzestan - Tri skupine plemena Zangana i jedna Džalalija žive u Džaneki Garmsiru, sjevernoistočno od Ahvaza gdje ih je doveo Nader-šah. Ranije je u neposrednoj blizini tj. u dolini rijeke Karun (južno od Ahvaza) živjelo i pleme Al bu Kord.
- Gilan - Nekoć su u ovim krajevima prebivala dva važna plemena - Amarlu i Rišvand (ili „Rašvand“), od kojih su potonji bili povezani s plemenom Baban iz Sulejmanije no u vrijeme vladavine Abasa I. naselili su Gilan. Nakon što je Nader-šah preselio i Amarlu u Gilan, nomadski stočari Rišvanda migriraju put Kazvinske pokrajine gdje žive i danas. S druge strane, pleme Amarlu naseljava pedesetak sela između Mendžila i Pirakuha u jugoistočnom Gilanu.
- Mazandaran - Tri najvažnija plemena su Kvadžavand (južno od Novšahera) Modanlu i Džahanbeglu (oba sjeverno od Sarija), a naselila su Mazandaran u vrijeme vladavine Nader-šaha.
- Kazvinska pokrajina - Giatvand, Kakavand, Rišvand i Mafi su najveća plemena ove pokrajine. Giatvand prebiva uz obale rijeka Kizil Uzen i Šahrud, gdje su se naselili tijekom vladavine Muhamed-hana Kadžara. Pleme Kakavand boravi sjeverno od Kerve (uz cestu Sijah Dahan-Zandžan), Rišvand u kotarima Alamut i Rudbar, a Mafi uz cestu Kazvin-Teheran. Od manjih plemena vrijedi izdvojiti i Badžalan, Behtui, Čamišgazak, Džalivand i Kalhur.
- Teheranska pokrajina - Najveće pleme ove pokrajine jest Pazuki koji su do 16. stoljeća dominirali anatolijskom regijom Erzurum, no nakon dolaska Turaka dio se njih naselio u okolici Varamina i Gara (okolica Teherana). Među manje značajna plemena spadaju Hedavand, Burbur, Urjad, Zerger, Kord Bača, Nanakuli i Karačorlu, dok iz okolice teheranske Save vrijedi izdvojiti pleme Kalhur.
- Isfahanska pokrajina - Bazindžan je najveće pleme ove pokrajine; o drevnoj prisutnosti Kurda u ovim krajevima svjedoči naziv grada Šahrekord (Šaher-e Kord/Kurd) (jugozapadno od Isfahana) koje se spominje i u djelima najranijih islamskih geografa.
- Fars - U ovoj pokrajini postoji više od tridesetak manjih plemenskih zajednica Kurda, a veći dio njih ostaci su onih plemena koja su pratila Karima-hana Zanda nakon pada njegove dinastije na putu prema Farsu. Navedena kurdska plemena uglavnom su se apsorbirala u klanove turkijskih nomada Kaškajija. Među ta plemena spadaju i Sakez, Zangana (pet odvojenih klanova uključujući i onaj koji danas tvori kaškajski klan Kaškuli Bozorg), Kuruni, Čegini, Burbur, Urijad (klan kaškajskog plemena Amala), Lak i Vanda (klan kaškajskog plemena Darašuri), Kordlu (klan kaškajskog plemena Kara Čahilu), te Kord-Šuli. Vrlo rana prisutnost Kurda u Farsu i Isfahanu ovjerena je u djelima koja datiraju iz 10. stoljeća, dok se iz djela Ibn al-Balkija zna i kako je pet kurdskih plemena bilo uništeno prilikom arapskih osvajanja u 7. stoljeću. Ipak, Kurdi su bili aktivni u društvenom i javnom životu već u 12. stoljeću pa je poznato pet imena njihovih plemena - Ramani, Ismaili, Karzubi, Masudi i Šakani. Njihova konfederacija u južnom Zagrosu bila je poznata pod skupnim imenom Šabankara, po kojoj još i danas nosi ime jedan kotar u blizini Bušehera.
- Horasan - U ovoj pokrajini živi na tisuće Kurda i to većinom onih koji su se tamo doselili oko 1600. godine tj. u vrijeme vladavine Abasa I. Najznačajnija kurdska plemena su: Amarlu (u ravnicama Maruska, sjeverno od Nišapura), Sadlu (u kotaru Bodžnurd), Zafaranlu (u kotarima Širvan i Kučan), Kejvanlu (u kotarima Džovejn, Daragaz i Radkan), Tupkanlu (oko Džovejna i Nišapura) i Karačorlu (u kotarima Bodžnurda, Širvana i Kučana). Danas žive isključivo sjedilačkim načinom života.
- Kermanska pokrajina - U ovoj regiji oko 1900. godine boravilo je samo jedno omanje kurdsko pleme čije ime nije poznato, ali kasnije je otkriven klan Afšarida koji je nosio ime „Mir Kord“ što upućuje na kurdsko podrijetlo.
- Beludžistan - Kurdi žive u sjeveroistočnom dijelu iranskog Beludžistana, i uglavnom ih se smatra potomcima sljedbenika Karima-hana Zanda na njegovom nesretnom putu prema Bamu (1794. godine). Do 1880. bilu su dominantni u Hašu gdje je njihov vođa bio poznat kao Sardar Sarhadski, dok su danas uglavnom iseljeni od tamo te borave na južnim padinama planine Taftan ili u okolici Zabola.

Turska (pokrajina - plemena):
- Adıaman - Tilija.
- Afyon - Džahanbegli.
- Ağri - Sadirli, Kalati, Hajdaranli, Hamadikan, Zilanli, Badili, Adamanli, Bašmanli, Džalali i Bazikli.
- Amasya - Aruk.
- Ankara - Amaranli, Nasirli, Zirikanli, Džudikanli i Tirikan.
- Bitlis - Mudeki, Kazali, Hasanalu, Atamanikan i Džabaranli.
- Diārbakır - Diarbakri, Musek, Šajkdudanli, Surkišli, Dirsimli, Kazali, Biširi, Tirikan, Puran, Bikiran i Raškutanli.
- Elaziğ - Gurus, Kulbaban, Sinan, Ašmišart i Bihirmaz.
- Erzurum - Herki, Zirikanli, Hasanali, Pizianli i Rašvan.
- Gaziantep - Dilikanli.
- Hakāri - Keka, Šimsiki, Neri, Hakari, Hasananlu, Balikar i Dinari.
- Kaysari - Hadžibanli.
- Kirşehir - Amaranli, Taburovgli i Barakatli.
- Konya - Kalkani.
- Malatya - Sinaminli.
- Maraş - Gugarišanli, Kikan, Valiani, Nidirli, Našadira, Duganli, Dilikanli, Džilkanli i Balikanli.
- Mardin - Dakuri i Turabidin.
- Muş - Mamakanli, Lulanli, Šikirli, Pandžinan, Silukan, Silivan, Hasananli, Azli, Panidžari, Zirzan i Balikan.
- Siirt - Miran, Musek, Kavijan, Dirsimli, Dakuri, Hosajni, Džazirijan i Pandžinan.
- Sivās - Kučeri i Akčešmi.
- Tokat - Aruk.
- Tunceli - Mili i Dirsimli.
- Urfa - Givaran, Aluš, Čapkasan, Abu Tahir, Emerzan i Baran.
- Van - Mahmudi, Hirkai, Isaji, Jesidi, Sipikanli, Duderi, Kani, Dželikanli, Takuli, Tapian i Barezanli.
- Yozgat - Makani, Katunogli i Taburogli.

Irak (pokrajina - plemena):
- Arbilska pokrajina - Ako, Dizai, Surči, Gerdi, Herki, Barzan, Buli, Šivan va Baradust, Zarari, Kilani, Bervari Bala, Bervari Žiri, Košnav i Piran.
- Kanekinska pokrajina - Badžalan, Zinda, Lejlani, Kakai, Šajk Bazini, Babani, Davuda, Kakivar, Palani i Kaganlu.
- Kirkučka pokrajina - Šarafbajani, Barzandži, Dilo, Talebani, Džabari, Šuhan, Zangana, Amarmel i Salehi.
- Mandali - Kara Alus.
- Mosulska pokrajina - Šekak, Duski, Zibari, Misuri, Artuš i Sendi.
- Sulejmanijska pokrajina - Džaf, Marivani, Pišdar, Hamavand, Avrami i Ismaili Azizi.

## Kultura
Kurdska kultura klasificira se kao zapadni ogranak kulture Šireg Irana (kulturološki apolitički pojam) koji objedinjuje sve iranske narode u široj regiji. Potrebno je istaknuti kako se u Zapadnom svijetu nerijetko poistovjećuju kulturološki pojmovi „iranski” i „perzijski”, no iranska kultura u ovom slučaju predstavlja širi pojam koji obuhvaća Kurde, Perzijance i njima srodne narode. Najvažniji kurdski kulturološki simboli su blagdan Novruza (iranska Nova godina) i „Sunčev disk” (nasljeđe drevnih iranskih religija).

### Jezik
Uzimajući u obzir kurdski narod prema naširoj definiciji (oko 32 milijuna), polovica ih govori kurdskim jezikom. Ostatak se uglavnom služi ostalim iranskim jezicima, dok zbog kulturološke difuzije ali i prisilne asimilacije postoji i značajan broj govornika arapskog i turskog, te azerskog jezika. Kurdske vjerske manjine poput Židova i kršćana najčešće se služe aramejskim jezikom. Opća razredba kurdskog kao makrojezika i njegovih najužih ogranaka izgleda ovako:
- Indoeuropski jezici
  - Indoiranski jezici
    - Iranski jezici
      - Zapadnoiranski jezici
        - Sjeverozapadni iranski jezici
          - Kurdski jezik
            - Kurmandži ili sjevernokurdski jezik
            - Sorani ili centralnokurdski jezik
            - Gurani ili južnokurdski jezik (upitno)
            - Lakijski jezik (upitno)

Problematika istraživanja povijesti i razvoja kurdskog jezika leži u tome da je teško identificirati njegovog povijesnog prethodnika, kao i u činjenici da se najstariji oblici kurdskog jezika (uglavnom poezija) datiraju tek u 16. stoljeće (vidi dio: Književnost) zbog čega ne mogu biti relevantnim izvorom. Danas se pokušaji rekonstrukcije temelje na komparativnim metodama kurdskog s drugim povijesnim i modernim iranskim jezcima odnosno njihovim narječjima: sinkronijski odnos kurdskog prema drugim iranskim jezicima prenosi se na dijakronijske tj. rodoslovne modele čime se dobiva najjasnija slika o njegovom razvoju. Ipak, odnos kudskog jezika prema modernim iranskim jezicima i njihovim narječjima teško je definirati jer brojna kurdska narječja do danas nisu temeljito istražena, dok dodatne probleme stvaraju i povijesni nomadski karakter kurdskog načina života kao i jezična difuzija prvenstveno s Perzijancima ali i brojnim drugim iranskim narodima.
Stručna razredba iranskih jezika povijesno je imenovana prema stranama svijeta, no takva klasifikacija u geografskom kontekstu može biti vrlo zbunjujuća. Naime, kurdski jezik spada u zapadnoiranske jezike zajedno s perzijskim, mazandaranskim ili gilačkim, ali i s beludžijskim čiji su govornici u geografskom kontekstu jedan od najistočnijih iranskih naroda. Sličan primjer je i s osetskim jezikom čiji su govornici zajedno s Kurdima geografski najzapadniji iranski narodi, no stručno se klasificira pod istočnoiranske jezike. Daljnja razredba zapadnoiranskih jezika na sjeverozapadne i jugozapadne također je nesavršena iz geografske perspektive; njome se kurdski jezik zajedno sa spomenutim beludžijskim i brojnim drugim jezicima svrstava u prvu skupinu, dok ga se odvaja od perzijskog, lurskog ili tadžičkog (također jedan od geografski najistočnijih iranskih jezika) iz druge skupine.
Istovjena nesavršenost postoji i kod geografske klasifikacije samog kurdskog jezika, no glavna problematika ipak je jezikoslovnog karaktera. Naime, kurdski se jezik karakterizira ili kao markojezik ili kao skup srodnih narječja, no treba naglasiti da takva obilježja nisu uvijek pripisivana iz jezikoslovne perspektive već mogu biti i politički obojana. Kurdski se jezik tradicionalno prema geografskim okvirima dijelio na tri veće podskupine: sjevernokurdski, centralnokurdski i južnokurdski. Pod sjevernokurdskim se podrazumijeva kurmandži kojim govori 80 % današnjih Kurda (većinom u Turskoj), odnosno pod centralnokurdskim sorani koji je zastupljen većinom u Iranu i Iraku. Status južnokurdskog ili guranija je upitan s obzirom na to da ga određeni izvori klasificiraju kao soransko narječje, dok ga većina jezikoslovaca zajedno s jezikom zazaki svrstava u zasebnu porodicu sjeverozapadnih iranskih jezika poznatu kao „zaza-gurani“. U potonjem se slučaju o ogranku zaza-gurani ne može kao o „južnokurdskom“ s obzirom na to da se jezikom zazaki govori na krajnjem sjeveru Kurdistana odnosno u središnjoj Turskoj (na temelju čega ga se ponekad pripisuje sjevernokurdskom). Također, treba istaknuti i kako se izdvajanjem zazi-guranskog ogranka iz kurdskog jezika ne mijenja činjenica kako se njegovi govornici etnički identificiraju kao Kurdi. Upitan status ima i lakijski jezik kojeg određeni izvori svrstavaju u južnokurdsko narječje, a drugi pak kao zasebni (četvrti) jezik kurdskog makrojezika.
| Jezik ili narječje:                                                                            | Razredba prema izvorima:                                                                       | Razredba prema izvorima:                                                                       | Razredba prema izvorima:                                                                       | Razredba prema izvorima:                                                                       | Broj govornika:    | Glavne i sporedne matične države govorenja:     |
| Jezik ili narječje:                                                                            | • David Neil MacKenzie:                                                                        | • Encyclopædia Britannica:                                                                     | • SIL International:                                                                           | • Philip Kreyenbroek:                                                                          | Broj govornika:    | Glavne i sporedne matične države govorenja:     |
| Kurmandži                                                                                      | Sjevernokurdsko narječje                                                                       | Sjevernokurdsko narječje                                                                       | Sjevernokurdski jezik                                                                          | Sjevernokurdski jezik                                                                          | 9,320.240          | Turska, Irak, Iran, Sirija, Armenija            |
| Sorani                                                                                         | Centralnokurdsko narječje                                                                      | Centralnokurdsko narječje                                                                      | Centralnokurdski jezik                                                                         | Centralnokurdski jezik                                                                         | 3,712.000          | Irak, Iran                                      |
| Gurani                                                                                         | Južnokurdsko narječje                                                                          | Ostala kurdska narječja                                                                        | Zaza-guranski jezici                                                                           | Zaza-guranski jezici                                                                           | 3,000.000          | Iran, Irak                                      |
| Zazaki                                                                                         | Sjevernokurdsko narječje                                                                       | Ostala kurdska narječja                                                                        | Zaza-guranski jezici                                                                           | Zaza-guranski jezici                                                                           | 1,140.000          | Turska                                          |
| Lakijski                                                                                       | Južnokurdsko narječje                                                                          | Ostala kurdska narječja                                                                        | Kurdski lakijski jezik                                                                         | Južnokurdsko narječje                                                                          | 1,000.000          | Iran                                            |
| • Obično - pripada kurdskom jeziku • Kurziv - zaseban ogranak sjevernozapadnih iranskih jezika | • Obično - pripada kurdskom jeziku • Kurziv - zaseban ogranak sjevernozapadnih iranskih jezika | • Obično - pripada kurdskom jeziku • Kurziv - zaseban ogranak sjevernozapadnih iranskih jezika | • Obično - pripada kurdskom jeziku • Kurziv - zaseban ogranak sjevernozapadnih iranskih jezika | • Obično - pripada kurdskom jeziku • Kurziv - zaseban ogranak sjevernozapadnih iranskih jezika | Ukupno: 18,172.000 | Pripadajuće geo. pokrajine: Kurdistan i Horasan |

Kurdski se jezik u matičnim pokrajinama piše na više različitih pisama, među kojima su dva glavna – bedirxan (hawar) i soransko pismo. Pismo bedirxan ili hawar je modificirani oblik latinice kojeg je 1932. razvio Džaladat Ali Badirhan, a njime se služe uglavnom kurmandžijski Kurdi u Turskoj i Siriji. Soransko pismo je modificirano perzijsko pismo i koriste ga uglavnom soranski Kurdi u Iranu i Iraku. Osim navedena dva pisma, kurmandžijski Kurdi u bivšem Sovjetskom Savezu (današnja Armenija i Azerbajdžan) su se uglavnom služili modificiranom ćirilicom s 32 slova, a između 1921. i 1929. korišteno je i armensko pismo. Govoreći o kurdskom jeziku kao cjelini, danas je službenim jezikom u Iranu i Iraku, priznat je u Turskoj i Armeniji, dok u Siriji nije priznat.
| Kurdska pisma:   | Podvrsta:          | Primjer riječi: „Kurdi” | Države korištenja:    |
| ---------------- | ------------------ | ----------------------- | --------------------- |
| Bedirxan (Hawar) | latinice           | Kurdî                   | Turska                |
| Soransko pismo   | arapsko-perzijskog | كوردی                   | Iran, Irak, Sirija    |
| Modif. ćirilica  | ćirilice           | К'ӧрди                  | Armenija, Azerbajdžan |

### Religija
Od najranije povijesti do današnjeg dana Kurdi su pripadnici isključivo monoteističkih religija, a ogromna većina današnjih Kurda sljedbenici su islama odnosno njegovih ogranaka i učenja. Ipak, religijska povijest kod Kurda izuzetno je složena jer je prostor na kojem žive od davnina bio poprištem političkih i kulturoloških okršaja, kao i zbog velike kurdske religijske inovativnosti tijekom 2. tisućljeća.
Prije 7. stoljeća koji označava dolazak islama odnosno prvo spominjanje Kurda u pisanim dokumentima, religijska struktura kod iranskih naroda na geografskom području Kurdistana bila je većinom zoroastrijska najmanje 1200 godina unatrag, što je ovjereno u epigrafskim dokumentima iranskih carstava Ahemenida, Parta i Sasanida. Osim zoroastrizma, svakako su postojale i manje skupine sljedbenika njegovih reformističkih pokreta poput manihejstva i mazdakizma, mitraizma, te Židova i kršćana (zahvaljujući rimskom utjecaju). Prema dokumentima Koptske crkve, najranija kršćanska misionarska aktivnost u Kurdistanu pripisuje se Svetom Andriji (1. stoljeće), dok se u istoj kasnije istaknuo i Sveti Saba (5. stoljeće). Nakon arapskog osvajanja Sasanidskog Carstva započinje razdoblje islamizacije svih iranskih naroda pa tako i Kurda (zoroastrijanaca i kršćana), iako su dokumentirani i primjeri kasnijeg pokrštavanja muslimanskih Kurda. Primjerice, u 9. stoljeću Kurd (moguće i Perzijanac) po imenu Nasr prešao je na kršćanstvo, promijenio ime u Teofob, te je služio kao jedan od zapovjednika u bizantskoj vojsci cara Teofila. Otprilike u isto vrijeme kurdski plemić Ibn ad Dahak koji je zapovjedao tvrđavom al Džafari prešao je s islama na pravoslavlje.
Kurdske muslimane možemo okvirno podijeliti na većinske sunite i manjinske šijite, a takva se podijela zadržala od najranijeg procesa islamizacije do današnjeg dana. Nakon arapske invazije na Iran među Kurdima, Perzijancima i ostalima širila šafijska škola sunitskog ogranka islama, no smatra se kako su muslimani postali većina tek koncem 10. stoljeća. Istovremeno se regijom širila i hanefijska škola (također sunitski ogranak), kao i šijitsko učenje islama (posebno u vrijeme iranske dinastije Bujida) koji prtovno nisu prihvaćeni kod šafijskih Kurda, no kasnije će znatno utjecati na religijsku povijest Kurda. Prije svega važno je istaknuti da Abu Hanifa iz Bagdada, osnivač hanefijske škole koja je najstarija među sunitskim mezhebima i koju danas slijedi većina muslimana u svijetu, nije bio arapskog već iranskog podrijetla - uglavnom se smatra Perzijancem, no moguće je i kurdsko podrijetlo. Hanefijska i šijitska učenja prihvatila su se uglavnom na Iranskoj visoravni i u Središnjoj Aziji, što će početkom 2. tisućljeća u Horasanu rezultirati pojavom sufizma, mističkog učenja islama koje će značajno utjecati na razvoj kurdskih religija alevita i jesida. Značajniji utjecaj hanefijske škole u kurdskom dijelu Anatolije započinje dolaskom turkijskih Seldžuka u 11. stoljeću, dok šijitski utjecaj na kurdskom dijelu Iranske visoravni jača usponom mongolskog Ilkanata (13. stoljeće) odnosno Safavida (16. stoljeće) koji ga promiču kao službenu religiju njihovog carstva.
U prvoj polovici 2. tisućljeća oblikovale su se i tri specifične iranske religije koje možemo okarakterizirati kao kurdske - aleviti, jesidi i jarsani. Sinkretična religija alevita u početku se oblikuje kao primitivni spoj šijitskog islama s iranskim religijama manihejstva i zoroastrizma, a konačni oblik poprima tijekom 12. stoljeća kada turkijska plemena u Kurdistan donose sufizam, ali i vlastita tradicionalna vjerovanja. Aleviti se danas smatraju ogrankom šijita, a iz njihovog vjerovanja u kombinaciji sa sufizmom izrodili su se i bektaši odnosno derviši koji se tijekom osmanlijskog razdoblja šire i Balkanom gdje i danas postoje tragovi iranske kulture (npr. slavljenje Novruza kao Nove godine). Unatoč višestoljetnoj osmanlijskoj represiji nad alevitima, njihov se utjecaj proširio i izvan kurdske zajednice zbog čega se danas sve njene pripadnike ne može klasificirati kao Kurde. U gotovo isto vrijeme kada i alevitska, pod sjevernim obroncima Zagrosa rađa je još jedna religija - jesidska. Radi se o heterodoksnoj religiji čiji su korijeni vrlo složeni; sufijski utjecaj i slikovita simbolika može se prepoznati u religijskom rječniku (posebno u terminologiji njihove ezoterične literature), no većina njihove mitologije i kozmogonije je neislamska tj. pripada drevnim iranskim religijama. Jesidi vjeruju u jednog Boga kao stvaratelja svijeta na koji je poslao sedam uzvišenih bića ili anđela (haft serr; „sedam zagonetki“) da ga čuvaju, a njihov vođa je Malak Taus („Paunov anđeo“). Njega su muslimani često poistovjećivali sa Sotonom zbog čega su jesidi progonjeni od svog postanka, posebice u doba Osmanskog Carstva kada su prisilno preobraćivani na hanefijsku školu sunitskog islama. Jesidska religijska tradicija uglavnom se prenosila oralnom predajom na kurmandžiju (sjevernokurdskom jeziku), dok je autentičnost njihovih svetih tekstova „Crne knjige“ (Mašafa Reš) i „Knjige otkrivenja“ (Kiteba Jelva) tiskanih počekom 20. stoljeća krajnje upitna jer ih nisu pisali jesidi već stranci. Iako je stvaran u isto vrijeme na istim temeljima (sufizam i staroiranska tradicija) kao i alevitska religija, jesidska se ne svrstava u niti jedan ogranak islama već kao specifična monoteistička religija. Također, za razliku od alevita, jesidi se uglavnom smatraju kao kurdska etnoreligijska skupina. Treća religija koju možemo klasificirati kao kurdsku jest jarsan (Ali Hakk; „Narod istine“), čijim se osnivačem smatra Sultan Sahak. Nastala je na prijelazu iz 14. u 15. stoljeće, u današnjim iranskim pokrajinama Kermanšaškoj i Luristanu. Poput jesidske religije, ni jarsan ne pripada islamu iako korijene vuče iz njegovog šijitskog oblika, dok se zoroastrijski utjecaj očituje u izraženom dualizmu. Ono što jarsan okvirno razlikuje od jesidske religije i zoroastrizma jest izričito odbacivanje svake vrste kaste, klase ili položaja. Religijska literatura jarsana pisana je većinom na guranskom kurdskom, odnosno u manjoj mjeri na perzijskom jeziku. Kao i u slučaju alevita odnosno za razliku od jesida, jarsani su velikim dijelom podijeljeni u brojne etničke i plemenske skupine koje ne uključuju samo Kurde već i Lake, Perzijanci, Azere, Arape i druge narode. Također, uz manjak standardne religijske literature postoji i jaka segmentacija zbog čega je teško utvrditi njihovu brojnost. Navedene tri religije (aleviti, jesidi i jarsani) pojedini kurdski povjesničari pokušali su objediniti pod zajednički pojam „jazdanizam“, ali takva klasifikacija nije znanstveno afirmirana.
Danas je odrediti koliko Kurda pripada određenoj religiji jednako složeno koliko i definirati sam pojam „Kurda“. Procijenjuje se da oko 80 % Kurda pripada sunitskom islamu, od čega su velika većina sljedbenici šafijske škole (Irak i jugoistočna Turska) odnosno manjina one hanefijske (središnja Turska). Ostatak kurdskih muslimana koji čine oko 15 % ukupne populacije su šijiti koji se također dijele na dvije grane - alevite u središnjoj Turskoj, te dvanaestnike u istočnom Iraku i iranskom dijelu Kurdistana odnosno Horasana. Izuzetak u islamskom slučaju su sljedbenici njegova mističnog učenja sufizma kojih ima najviše u Turskoj. Ostatak od oko 5 % nemuslimanskih Kurda čine uglavnom manje kršćanske i židovske zajednice diljem Kurdistana, jarsani u Iranu i jesidi u Iraku.

### Književnost
Kurdska književnost podrazumijeva sve pisane oblike na kurdskom jeziku, a najčešće je dijelimo prema kurdskim narječjima kurmandžiju, guraniju i soraniju na kojima je pisana. Tradicionalno, pisana poezija igrala je manju ulogu u kurdskom društvu od narodne poezije prenošene usmenom predajom zbog čega je njen opus značajno je manji od onih na perzijskom, turskom ili arapskom jeziku, no može se mjeriti s paštunskim. Kurdska se književnost do 20. stoljeća uglavnom sastojala od poezije, dok su se djela pisana u prozi razvila kao posljedica društvenih i političkih čimbenika. Najranija pisana kurdska poezija slijedila je šablone arapsko-perzijske poezije što upućuje kako se takva tradicija pojavila prije najstarijih poznatih kurdskih pjesnika.
Pet najstarijih poznatih kurdskih pjesnika su Ali Hariri, Malaje Džezri, Faki Tajran, Malaje Bati i Ahmad Hani, pripadnici tzv. „kurmandžijske škole“ (nazvane prema narječju kojim su pisali). Osnivačem ove škole smatra se Malaje Džezri (1570. – 1640.), na kojeg su snažno utjecali perzijski pjesnici poput Hafiza (14. stoljeće). Džezrijev golemi umjetnički opus uključuje ode i lirike od kojih su neke popularne i dan danas. Njegovim se učenikom smatra Faki Tejran (1590. – 1660.) koji je također pisao ode (kašida) i lirike (gazal), no bio je prvi kurdski pjesnik koji se u narativnim pjesmama služio i dvostihom (matnavi). Među njegovim sačuvanim djelima su „Priča Šiki Sanani“ (Hekajata Šeke Sanani), „Pjesma crnog lovca“ (Kavli haspi raš) i „Priča Bar Sis“ (Kisija Bar Sis). Podaci o Aliju Haririju (1425. – 1495.) vrlo su oskudni, a njihovu provjeru otežava činjenica kako su mu pojedine pjesme pripisivane zbog počasti. Jedino što se pouzdano zna o Haririju jest to da se zajedno s Džezrijem i Tajranom spominje na popisu plodnih prethodnika u uvodu Hanijevog „Mam u Zina“. Ahmad Hani (1650. – 1707.) je vjerojatno najpopularniji od svih klasičnih kurdskih pjesnika zbog njegovog slavnog ljubavnog epa Mam u Zin kojeg se može smatrati kurdskim ekvivalentom značajnijih narodnih epova diljem svijeta. Djelo sadrži određene sličnosti s Shakespearevom tragedijom „Romeo i Julija“ jer govori o nemogućoj ljubavi između plemićkog para čije se obitelji protive njihovom braku. Osim ovog glavnog djela, Ahmad Hani napisao je i „Novo proljeće za djecu“ (Nubihara pečukan), zbirku arapsko-kurdskih pojmova kao priručnik za kurdske učenike, te religijsko djelo pod nazivom „Vjerovanje u religiji“ (Akida imani). O detaljima života Malaje Batija ne postoje nikakvi pouzdani podaci pa je teško datirati i njegovo stvaralačko vrijeme, no poznato je kako je pisao mawlude tj. himane posvećene rođenju proroka Muhameda, zatim verziju kurskog romana „Prodavač košara“ (Zambilferoš), te didaktičke pjesme o moralu, djelotvornosti i uglađenom ponašanju koje su bile toliko popularne da su naknadno postale dijelom jesidske religijske literature.
U 16. stoljeću pod dinastijom Safavida, u područjima koji približno odgovaraju današnjem iranskom Kurdistanu, plemićka obitelj Ardalan bila je nositeljem lokalne pismenosti i promicala je razvoj književnosti na guraniju, jeziku čiji se korijeni razlikuju od kurdskog ali se općenito smatraju njegovim narječjem. Gurani je vremenom postao religijskim jezikom glavnog ogranka jarsana, nove iranske religije koju je još u 15. stoljeću utemeljio Sultan Sahak. Na guransku književnost za razliku od kurmandžijske snažno je utjecala lokalna pjesnička tradicija, što se očituje u korištenju deseterca s prekidima između dva rimujuća dvostiha, što je tipično i kod ostalih iranskih narodnih pjesama. Osnivačem i prvim predstavnikom guranske škole smatra se Jusuf Jaska (u. 1636.) koji je pisao lirike (gazale). Među njegovim učenicima bili su Ahmad Takti Marduki (1617. – 1692.), Šejh Mustafa Bisarani (1641. – 1702.) i Ahmad Begi Komasi (1796. – 1877.). Kana Kobadi (1700. – 1759.) sastavio je „Šalavatnamu“, hvalospjev o proroku Muhamedu i Imamu Aliju, te poznatu priču o Širin i Hozroju. Posljednji i najpopularniji iz guranske škole bio je Sajjed Abdal Rahim Mola Saidi Tavgozi (1806. – 1882.), poznat po umjetničkom imenu Madumi ili Mavlavi. Njegovo religijsko pjesništvo bilo je snažno inspirirano sufijskom literaturom, u kojoj slikoviti ljubavni govor igra važnu ulogu. Za istaknutu kurdsku pjesnikinju Mah Šaraf Kanom Mastura Kurdistani (1805. – 1847.) dugo se vremena vjerovalo da je pisala isključivo na perzijskom, ali naknadno su otkrivene pjesme i na guraniju.
Zapadno od Zagrosa, u iračkom dijelu Kurdistana, plemićka dinastija Baban u drugoj polovici 16. stoljeća jača svoj utjecaj pa 1781. godine Mahmud Paša seli prijestolnicu u Sulejmaniju. Njegovi nasljednici kao Abdal Rahman Paša (vl. 1789. – 1802.) nastavljaju s tom politikom pa kao književni jezik aktivno promiču lokalno kurdsko narječje sorani. Ovime započinje plodno razdoblje soranske književnosti čiji su nosioci bili Ali Bardašani, Mala Kidri Šarazur i Salim. Ali Bardašani (u. 1812.) poznat je po pisanju kurdske (uglavnom kurmandžijske) tradicije na soraniju, a njegove su lirike i ode kasnije i uglazbljene u kurdskoj narodnoj glazbi. Mala Kidri Ahmad Šavejsi Mikaili (umj. ime Mala Kidri Šarazur, 1800. – 1856.) osnovao je soransku školu književnosti u Sulejmaniji, a opus mu je karakterističan po tome da se poput kurmandžijskog pjesnika Malaje Džezrija služio perzijsko-arapskim pjesničkim oblicima, osobito u pogledu lirike. Abdal Rahman Beg Šahibkiran (umj. ime Salim, 1805. – 1869.) služio se pjesničkim oblicima hazadž koji su se pokazali savršeno prikladnim za književni gurani. Godine 1851. dolazi do pada dinastije Baban nakon čega brojni pjesnici napuštaju Sulejmaniju. Unatoč tome, soranska poezija preživjela je i nastavila se razvijati uglavnom u Kirkuku i iranskom dijelu Kurdistana. Ovo označava početak nove epohe soranija, a u prvom planu našli su se Hadži Kadir Mala Ahmad Koji i Šejh Reza Talabani. Hadži Kadir Koji (1816. – 1894.) preselio se iz Kurdistana u Istanbul gdje se susreo s kurmandžijskim jezikom i književnosti, kao i stranim idejama tog vremena. Njegova djela odražavaju zanimanje za društvene probleme: kritizirao je tradicionalne stavove prema karakterističnim suvremenim obrascima, zbog čega je stekao veliku popularnost. Šejh Reza Talabani (1813. – 1910.) također je živio u Istanbulu, a poznat je po uvođenju satire u kurdsku književnost. Njegova djela karakteriziraju autobiografski, ljubavni i religijski elementi (posebno jarsana), a ističe se i izuzetno širokim vokabularom koji ranije nije viđen u kurdskoj „visokoj“ književnosti. Od ostalih važnijih soranskih književnika vrijedi izdvojiti i sljedeća imena: Mala Mahmud Mahvi (1830. – 1906.) poznat po lirici u tonu, Harik Mala Šali (1851. – 1907.) koji je kao i Mahvi bio inspiriran sufizmom, Mešbah al Divan (1859. – 1916.) iz iranskog Kurdistana kod kojeg se osobni životni problemi projiciraju na njegova djela. Osim Masture Kurdistani koja je pisala na guraniju, među ostalim kurdskim (soranskim) književnicama su i Meraban (1858. – 1905.), Sira Kanom iz Diārbakra (1814. – 1865.) i Katun Koršid.
Suvremeno razdoblje kurdske književnosti započinje 1918. raspadom Osmanskog Carstva odnosno kada otomanski Kurdistan biva podijeljen između Turske, Iraka i Sirije čime je započelo dugo razdoblje diskriminacije Kurda. U Turskoj je sve do 1961. godine i donošenja novog ustava na snazi bila stroga zabrana bilo kakvog korištenja kurdskog jezika, koji je u toj zemlji službeno priznat tek 1991. godine od kada značajno raste broj kurdskih publikacija. Za razliku od Turske i Sirije, u Iraku unatoč konstantnoj političkoj netrpeljivosti između Kurda i Arapa kurdski jezik nije bio zabranjen i knjige su se nesmetano izdavale. Godine 1959. na Sveučilištu u Bagdadu osnovan je odsjek za kurdske studije, a 1970. kurdski je priznat kao drugi službeni jezik Iraka. Nakon što je krajem 1970-ih Irakom ovladala panarapska stranka Baath na čelu sa Sadamom Huseinom, značaj kurdskog jezika konstantno opada sve do 2003. godine.
U Iranu su publikacije na kurdskom jeziku tiskane i tijekom vladavine dinastije Pahlavi (npr. utjecajni tjednik „Kurdistan“ iz Teherana) i nakon iranske revolucije: godine 1984. iranski književnik Ahmad Kazi (r. 1935.) objavio je zbirku satiričnih kratkih priča pod naslovom „Veza“ (Bakabin), a Ali Hasaniani (r. 1939.) objavljuje „Razrušeni grad“ (Šari viran) koji govori o društvenim problemima. Iste godine počinje izlaziti i kulturni časopis pod naslovom „Jutarnji lahor“ (Sirvi) kojeg uređuje pjesnik Hemin odnosno financira lokalna vlast. Časopis ubrzo postaje forumom za izražavanje kurdskog identiteta: objavljuju se brojne kratke priče na kurmandžiju i soraniju čime kurdski postaje značajnim književnim jezikom u Iranu. Godine 1986. u Mahabadu održana je konferencija kurdskih intelektualaca kojoj je bio cilj još više učvrstiti utjecaj kurdske književnosti što je 2002. rezultiralo i uvođenjem kurdskog kao obaveznog jezika u školama sjeverozapadnog Irana.

### Glazba i ples
Pojam „kurdska glazba“ odnosi se uglavnom na glazbu koja se izvodi na kurdskom jeziku. Tradicionalno, postoje tri vrste kurdskih klasičnih izvođača, a to su: pripovjedači (çîrokbêj), zabavljači (stranbêj) i pjesnici (dengbêj). Za razliku od Europe, glazba se nije razvijala na dvorovima ili u samostanima već na noćnim okupljanima (şevbihêrk) zbog čega se kod Kurda ona smatra klasičnom. Glazbeni žanrovi „lavike“ uglavnom su epskog karaktera i slave kurdske povijesne heroje kao npr. Saladina, dok su „hejrane“ ljubavne balade koje govore o melankoliji i neispunjenim ljubavima. Postoji i vrst sakralne glazbe (tzv. „lavje“), te „pajizoki“ koji se pjevaju isključvo na jesen. Popularne su i ljubavne, plesne, svadbene i drugi oblici slavljeničkih pjesama (npr. dilok i narink), kao i glazba erotskog ili radničkog karaktera. „Sija čeman“ jedan je od specifičnih oblika pjevanja koji se razvio na recitiranju zoroastrijskih i sufijskih himana. Žanr se rodio u planinama zapadnog Irana i postao je popularan kod Perzijanaca i Kurda koji ga nerijetko koriste i za pripovjedanja.
Tradicionalna glazbala u sjevernom i zapadnom Kurdistanu su tembûr ili saz (tambura/lutnja), bizik ili bozuk (žičano glazbalo), duduk i kaval, odnosno šimšal (dugačka flauta), cuzele (frula), kemenče (gusle) i def (tamburin) na jugu i istoku Kurdistana. Glazbala kao što su zirne (drveno puhalačko) ili dahol (vrsta bubnja) mogu se naći u svim dijelovima Kurdistana. Najčešće korišten pjesnički oblik jest deseterački dvostih nalik gangi, a kurdske pjesme karakterizira i jednostavna melodija s rasponom od svega četiri ili pet nota.
Proučavanje kurdske glazbe započinje 1904. godine na inicijativu armenskog svećenika Komitasa Vardapeta zahvaljujući kojem je u Erevanu osnovana „Glazbena škola Malikian“, najstariji akademski centar za proučavanje glazbe na kurdskom jeziku. U Iraku je slična institucija osnovana 1958. godine. Izdanja s tematikom kurdske glazbe pojavljuju se 1963. kada Dieter Christensen objavljuje znanstveni rad o kurdskoj glazbi, plesu i glazbalima iz turskog grada Hakkarija, odnosno 1964. i 1965. kada je kurdski akademik Cemîlê Celîl objavio dvije zbirke popularnih kurdskih narodnih pjesama. Početkom 1970-ih provedeno je i istraživanje o glazbi kudskih Židova koje je objavio Židovski glazbeni istraživački centar iz Jeruzalema.
Kurdski ples (kurd. „govend“) podrazumijeva skup tradicionalnih plesova koje karakterizira kolo i držanje za ruke, a sličan je folklornim plesovima s područja Balkana, Libanona i Istočne Europe. Sudionici koji plešu po kružnici zovu se „gavani“, dok ih u središtu vodi „sirčopi“ čija se pozicija mijenja s gavanima. Među najpopularnijim vrstama kurdskog plesa su dilan, girjan, sepe i čapi.

### Gastronomija
Kurdska kuhinja je izrazito heterogen pojam s obzirom na to da objedinjuje iranske, turske i arapske kulinarske običaje. Najsličnija je nacionalnim kuhinjama Irana i Turske, dok se od arapske razlikuje po tome što nije previše začinjena. S obzirom na to da prostrano područje čitavog Kurdistana nema izlaz na more, kurdska je kuhinja izrazito kontinentalnog tipa i odražava navike života na planinama gdje kratka ljeta i duge hladne zime ograničavaju raznovrsnost ponude hrane. Tradicionalni nomadski način života (koji isključuje poljoprivredu) i bavljenje stočarstvom uvjetovali su da meso postane najvažnijim izvorom prehrane.
Najčešća jela od mesa su janjetina i piletina, koja se na tradicionalni iranski način poslužuju zajedno s rižom ili kruhom. Značajnu ulogu u prehrani igraju i mliječni proizvodi poput sira, kajmaka i jogurta od ovčjeg ili kravljeg mlijeka. Od voća u kurdskoj kuhinji vrijedi izdvojiti grožđe, mogranji, smokve i orahe, a od povrća krastavce i rajčice. Priprema hrane odlikuje se jednostavnošću (kuhanje i pečenje na otvorenoj vatri), a s obzirom kako se začini najčešće izbjegavaju kurdski je običaj posluživati velike porcije hrane. Omiljeno kurdsko piće je crni čaj.
Vrste jela u Kurdistanu uključuju kaak, naan-birindži, horišti halal, kofta ili ćufta, kabab ili ćevapi, sib-polo, jikaveh, gimih tari, aši šalami i burani (iranska jela), zatim makluba i šifta (arapska jela), te sarma, baklava i jogurt (turska jela). Savar je tradicionalno jelo kurdskih seljaka, a dobiva se kuhanjem zrna pšenice koja se suše na suncu, gnječe zbog uklanjanja ljuski, te konačno drobe u mlinu. Ovo se jelo poslužuje uglavnom kuhano. Tapsi je jelo od patlidžana, zelene paprike, tikvice i krumpira s pikantnim umakom od rajčice. Čest kurdski specijalitet je i menemen koji se priprema od pečenih rajčica, paprike, maslinovog ulja i jaja, a poslužuje uglavnom za doručak.

## Poveznice
- Etnojezični kontekst: Medijci • Azeri • Perzijanci • Beludži • Iranski narodi
- Povijesni kontekst: Povijest Irana • Osmansko Carstvo

## Citirana literatura
Tiskana stručna literatura:
| - (perz.) Afšar Sistani, Iraj. 1987. Ilhā, čadornešinān wa ṭawāyef-e ʿašāyeri-e Irān. Teheran - (njem.) Astare, Kemal; Engin, Ismael; Franz, Erhard. 2001. Aleviler/Alewiten: Inanc ve Gelenekler/Glaube und Traditionen. Deutsches Orient-Institut. Hamburg. ISBN 3-89173-061-6 - (engl.) Babayan, Kathryn. 2002. Mystics, Monarchs and Messiahs: Cultural Landscapes of Early Modern Iran. Harvard University Press. Cambridge, Massachusetts. ISBN 0-932885-28-4CS1 održavanje: parametar ref identičan predodređenom (link) - (engl.) Bar-Asher, Meier; Kofsky, Aryeh. 2002. The Nusayrī-ʻAlawī Religion: An Enquiry into its Theology and Liturgy. Jerusalem Series on Religion and Culture. Brill Publishers. Boston. ISBN 9789004125520 - (engl.) Bedjan, Paul. 2007. [1890–1897] Acts of Martyrs and Saints: Acta Martyrum et Sanctorum. Gorgias Press. Piscataway, New Jersey. ISBN 978-1-59333-682-0 CS1 održavanje: nepreporučeni parametar - origyear (pomoć)CS1 održavanje: parametar ref identičan predodređenom (link) - (engl.) Beverley, Milton-Edwards. 2003. Contemporary politics in the Middle East. Polity Press. Cambridge. ISBN 0-7456-3593-8CS1 održavanje: parametar ref identičan predodređenom (link) - (engl.) Bliss, Edwin Munsell. 1982. Turkey and the Armenian atrocities. Meshag Publishers. Fresno, California. CS1 održavanje: parametar ref identičan predodređenom (link) - (engl.) Boyce, Mary. 1984. Textual sources for the study of Zoroastrianism. Manchester University Press. Manchester. ISBN 0-226-06930-3CS1 održavanje: parametar ref identičan predodređenom (link) - (engl.) (van) Bruinessen, Martin. 1992. Agha, Shaikh and State: The Social and Political Structures of Kurdistan. Zed Books. London. ISBN 1856490181 - (engl.) Burke, Peter; Inalcik, Halil; Savory, Roger M. 1999. History of humanity: scientific and cultural development. From the sixteenth to the eighteenth century. Safavids. Taylor & Francis. UK. ISBN 0415093090 - (njem.) Christensen, Dieter. 1963. Tanzlieder der Hakkari-Kurden. Eine material-kritisch Studie - Jahrbuch für musikalische Volks und Völkerkunde. Berlin. CS1 održavanje: parametar ref identičan predodređenom (link) - (engl.) Daftary, Farhad. 2000. Intellectual Traditions in Islam. I. B. Tauris. London. ISBN 186064435XCS1 održavanje: parametar ref identičan predodređenom (link) - (engl.) Daniel, Elton L. 2000. The history of Iran. Greenwood Press. Westport, Connecticut. ISBN 0313307318CS1 održavanje: parametar ref identičan predodređenom (link) - (engl.) Dankoff, Robert. 1991. The Intimate Life of an Ottoman Statesman, Melek Ahmed Pasha, (1588-1662 : As Portrayed in Evliya Celeb's Book of Travels). State University of New York Press. New York. ISBN 0791406415CS1 održavanje: parametar ref identičan predodređenom (link) - (engl.) Driver, Godfrey Rolles. 1922. The Religion of the Kurds. University of London - Bulletin of the School of Oriental Studies. London. CS1 održavanje: parametar ref identičan predodređenom (link) - (engl.) Driver, Godfrey Rolles. 1923. The Name Kurd and Its philological Connexions. Cambridge University Press - Journal of the Royal Asiatic Society. Cambridge. CS1 održavanje: parametar ref identičan predodređenom (link) - (engl.) Finkel, Caroline. 2006. Osman's Dream: The Story of the Ottoman Empire 1300–1923. John Murray. London. ISBN 978-0-7195-6112-2CS1 održavanje: parametar ref identičan predodređenom (link) - (engl.) Fuller, Graham E. 2004. The Future of Political Islam. Palgrave Macmillan. Basingstoke, UK. ISBN 1403965560CS1 održavanje: parametar ref identičan predodređenom (link) - (engl.) Gaborieau, Marc; Kramer, Gudrun; Nawas, John; Rowson, Everett. 2007. Encyclopaedia of Islam. Brill Publishers. Leiden. ISBN 900415017X - (engl.) Garthwaite, Gene Ralph. 2005. The Persians. Blackwell Publishing. Oxford. ISBN 1557868603CS1 održavanje: parametar ref identičan predodređenom (link) - (engl.) Glasse, Cyril. 2008. The New Encyclopedia of Islam. Rowman & Littlefield. Lanham, Maryland. ISBN 0742562964CS1 održavanje: parametar ref identičan predodređenom (link) - (engl.) Gershevitch, Ilya; Cook, J.M.; Burn, A.R. 1985. Cambridge History of Iran (II.) - The Median and Achaemenian periods. Cambridge University Press. Cambridge. ISBN 0-521-20091-1 - (engl.) Gerson-Kiwi, Edith. 1971. The Music of Kurdistan Jews: A synopsis of their musical styles. Jewish Music Research Centre. Jerusalem. - (engl.) Halm, Heinz; Brown, Allison. 1996. Shi'a Islam: From Religion to Revolution. Markus Wiener Publishers. Princeton, New Jersey. ISBN 1558761357 - (engl.) Hastings, James. 2003. Encyclopedia of Religion and Ethics Part 18. Kessinger Publishing. Whitefish, Montana. ISBN 0766136957CS1 održavanje: parametar ref identičan predodređenom (link) - (engl.) Hamzeh'ee, M. Reza. 1990. The Yaresan: a sociological, historical, and religio-historical study of a Kurdish community. Islamkundliche Untersuchungen. Klaus Schwartz Verlag. Berlin. ISBN 3-922968-83-XCS1 održavanje: parametar ref identičan predodređenom (link) - (engl.) Ivanow, Vladimir. 1940. The Gabri dialect spoken by the Zoroastrians of Persia. G. Bardi. Rome. CS1 održavanje: parametar ref identičan predodređenom (link) - (engl.) Izady, Mehrdad. 1992. The Kurds: A Concise Handbook. Taylor & Francis. UK. ISBN 0-8448-1727-9CS1 održavanje: parametar ref identičan predodređenom (link) - (engl.) Jupp, James. 2001. The Australian people: an encyclopedia of the nation, its people and their origins. Cambridge University Press. Cambridge. ISBN 978-0-521-80789-0CS1 održavanje: parametar ref identičan predodređenom (link) - (engl.) Jwaideh, Wadie. 2006. The Kurdish National Movement: Its Origins And Developments. Syracuse University Press. Syracuse, New York. ISBN 081563093XCS1 održavanje: parametar ref identičan predodređenom (link) - (engl.) Kamal, Muhammad. 2006. Mulla Sadra's Transcendent Philosophy. Ashgate Publishing. Farnham, Surrey. ISBN 0754652718CS1 održavanje: parametar ref identičan predodređenom (link) - (engl.) Kehl-Bodrogi, Krisztina; Kellner-Heinkele, Barbara; Otter-Beaujean, Anke. 1997. Syncretistic Religious Communities in the Near East. Brill Publishers. Leiden. ISBN 90-04-10861-0 - (perz.) Kordestani, Mohammad Marduk. 1973. Tāriḵ-e Marduḵ: Tāriḵ-e Kord wa Kordestān. TeheranCS1 održavanje: parametar ref identičan predodređenom (link) | - (engl.) Kreyenbroek, Philip G.; Sperl, Stefan. 1991. The Kurds: A Contemporary Overview. Routledge. London. ISBN 0415072654 - (kurd.) Kurdo, Kanat. 1983. Tarîxa edebiyata Kurdî. Roja Nû. Stockholm. CS1 održavanje: parametar ref identičan predodređenom (link) - (engl.) Lapidus, Ira Marvin. 2002. A History of Islamic Societies. Cambridge University Press. Cambridge. ISBN 0-521-77056-4CS1 održavanje: parametar ref identičan predodređenom (link) - (engl.) Lenczowski, George. 1990. American Presidents and the Middle East. Duke University Press. Durham, North Carolina. ISBN 0822309726CS1 održavanje: parametar ref identičan predodređenom (link) - (engl.) MacKenzie, David N. 1959. The Language of the Medians. University of London - Bulletin of the School of Oriental and African Studies (XXII). London. CS1 održavanje: parametar ref identičan predodređenom (link) - (engl.) MacKenzie, David N. 1961. The origins of Kurdish. Transactions of the Philological Society. London. CS1 održavanje: parametar ref identičan predodređenom (link) - (engl.) MacKenzie, David N. 1965. Some Gorāni Lyric Verse. University of London - Bulletin of the School of Oriental and African Studies (XXVIII). London. CS1 održavanje: parametar ref identičan predodređenom (link) - (engl.) MacKenzie, David N. 2002. Kurdish Dialect studies. London Oriental Studies. Routledge. London. ISBN 0728600870CS1 održavanje: parametar ref identičan predodređenom (link) - (engl.) Madih, Abbas-Ali. 2007. The Kurds of Khorasan. Iran and the Caucasus (XI). Khorasan, IranCS1 održavanje: parametar ref identičan predodređenom (link) - (engl.) McDowall, David. 1996. A Modern History of the Kurds. I. B. Tauris. London. ISBN 1850434166CS1 održavanje: parametar ref identičan predodređenom (link) - (fr.) Minorsky, Vladimir. 1940. Les orgines des Kurdes. Travaux du XX Congrès international des Orientalistes. Louvain. CS1 održavanje: parametar ref identičan predodređenom (link) - (engl.) Minorsky, Vladimir. 1945. Tribes of Western Iran. Journal of the Royal Anthropological Institute (LXXV). London. CS1 održavanje: parametar ref identičan predodređenom (link) - (engl.) Morony, Michael G. 1984. Iraq after the Muslim conquest. Princeton University Press. Princeton, New Jersey. ISBN 1-59333-315-3CS1 održavanje: parametar ref identičan predodređenom (link) - (engl.) Mutlu, Servet. 1996. Ethnic Kurds in Turkey: A Demographic Study. Cambridge University Press - International Journal of Middle East Studies. Cambridge. CS1 održavanje: parametar ref identičan predodređenom (link) - (engl.) Nasr, Seyyed Hossein. 1975. Cambridge History of Iran - The religious sciences. Cambridge University Press. Cambridge. ISBN 0521200938CS1 održavanje: parametar ref identičan predodređenom (link) - (engl.) Nasr, Vali. 2006. The Shia Revival: How Conflicts within Islam Will Shape the Future. W. W. Norton & Company. New York. ISBN 0393062112CS1 održavanje: parametar ref identičan predodređenom (link) - (fr.) Nikitine, Basile. 1956. Les Kurdes: Etude Sociologique et Historique. ParisCS1 održavanje: parametar ref identičan predodređenom (link) - (engl.) Oberling, Pierre. 1960. The Turkic Peoples of Southern Iran. ClevelandCS1 održavanje: parametar ref identičan predodređenom (link) - (engl.) Oberling, Pierre. 1961. The Turkic Peoples of Iranian Azerbaijan. ClevelandCS1 održavanje: parametar ref identičan predodređenom (link) - (engl.) Oberling, Pierre. 1964. The Tribes of Qarāča Dāġ: A Brief History. Oriens 17CS1 održavanje: parametar ref identičan predodređenom (link) - (engl.) Oberling, Pierre. 1974. The Qashqāʾi Nomads of Fārs. The HagueCS1 održavanje: parametar ref identičan predodređenom (link) - (engl.) Ochsenwald, William; Fisher, Sydney N. 2003. The Middle East: A History. McGraw-Hill. New York. ISBN 0072442336 - (engl.) Özoğlu, Hakan. 2004. Kurdish notables and the Ottoman State. State University of New York Press. Albany. ISBN 0-7914-5993-4 - (engl.) Panaino, Antonio; Circassia, Sara. 2006. The scholarly contribution of Ilya Gershevitch to the development of Iranian studies. Associazione Culturale Mimesis. Milano. ISBN 8884833140 - (fr.) Reinach, A. J. 1909. Les mercenaires et les colonies militaires de Pergame. La Revue Archéologique (XIII). Paris. CS1 održavanje: parametar ref identičan predodređenom (link) - (engl.) Reynolds, Gabriel Said. 2004. A Reflection on Two Qurʾānic Words (Iblīs and Jūdī) with Attention to the Theories of A. Mingana. Journal of the American Oriental Society (br. 124.4.). American Oriental Society. Michigan. ISSN 0003-0279CS1 održavanje: parametar ref identičan predodređenom (link) - (engl.) Roemer, H. R. 1986. The Safavid Period. The Cambridge History of Iran, Vol. 6: The Timurid and Safavid Periods. Cambridge University Press. Cambridge. ISBN 0521200946CS1 održavanje: parametar ref identičan predodređenom (link) - (engl.) Sanasarian, Eliz. 2000. Religious Minorities in Iran. Cambridge University Press. Cambridge. ISBN 0521770734CS1 održavanje: parametar ref identičan predodređenom (link) - (engl.) Soane, E. B. 1913. Grammar of the Kurmanji or Kurdish Language. Luzac & Co.. London. CS1 održavanje: parametar ref identičan predodređenom (link) - (tur.) Savaş, Saim. 2002. Asırda Anadolu'da Alevîlik. Vadi Yayınları. Ankara. ISBN 9789756768402CS1 održavanje: parametar ref identičan predodređenom (link) - (engl.) Ševčenko, Ihor. 1968. Review of New Cambridge History of the Byzantine Empire. Cambridge University Press. Cambridge. CS1 održavanje: parametar ref identičan predodređenom (link) - (engl.) Tapper, Richard. 1997. Frontier Nomads of Iran: A Political and Social History of the Shahsevan. Cambridge University Press. Cambridge. ISBN 0-521-58336-5CS1 održavanje: parametar ref identičan predodređenom (link) - (perz.) UNESCO. 1965. Komisiun-e melli-e Yunesko dar Irān. Irānšahr TeheranCS1 održavanje: parametar ref identičan predodređenom (link) - (fr.) Vardapet, Komitas. 1904. Quelques spécimens des mélodies kurdes. Recueil d'Emine. Moskva. CS1 održavanje: parametar ref identičan predodređenom (link) - (rus.) Vasiljev, Aleksandar. 1902. Vizantija i Araby. Skorohodov. Petrograd. CS1 održavanje: parametar ref identičan predodređenom (link) - (rus.) Волкова, Н. Г. 1969. Этнические процессы в Закавказье в XIX-XX вв. Кавказский этнографический сборник. Наука. Москва. - (engl.) Wheatley, Paul. 2000. The Places Where Men Pray Together: Cities in Islamic Lands, Seventh through the Tenth Centuries. University Of Chicago Press. Chicago. ISBN 0226894282CS1 održavanje: parametar ref identičan predodređenom (link) - (engl.) Windfuhr, Gernot. 1975. Isoglosses: a Sketch on Persians and Parthians, Kurds and Medes. Monumentum H.S. Nyberg. Acta Iranica 5. Brill Publishers. Leiden. ISBN 9004048189CS1 održavanje: parametar ref identičan predodređenom (link) - (engl.) Windfuhr, Gernot. 2009. The Iranian Languages. Routledge. London. ISBN 0700711317CS1 održavanje: parametar ref identičan predodređenom (link) |

Stručna literatura s vanjskim poveznicama:
| - (engl.) ʿAbd-Allāh, U. F. 15. prosinca 1983. Abū Ḥanīfa. Encyclopædia Iranica. New York. Inačica izvorne stranice arhivirana 8. prosinca 2010. Pristupljeno 8. siječnja 2011. - (engl.) Aḥmad, K. M. 15. prosinca 1985. ʿAnnazids. Encyclopædia Iranica. New York. Inačica izvorne stranice arhivirana 8. prosinca 2010. Pristupljeno 8. siječnja 2011. - (engl.) Algar, Hamid. 15. prosinca 1989. Bektāšīya. Encyclopædia Iranica. New York. Inačica izvorne stranice arhivirana 8. prosinca 2010. Pristupljeno 8. siječnja 2011. - (engl.) Allison, Christine. 20. srpnja 2004. Yazidis i. general. Encyclopædia Iranica. New York. Inačica izvorne stranice arhivirana 8. prosinca 2010. Pristupljeno 8. siječnja 2011. - (engl.) Asatrian, Garnik. 2009. Iran and the Caucasus - Prolegomena to the Study of the Kurds, Iran and the Caucasus (PDF). Yerevan State University. Erevan. Pristupljeno 8. siječnja 2011.CS1 održavanje: parametar ref identičan predodređenom (link) - (engl.) Basirov, Oric. 26. travnja 2001. Origin of Pre-Imperial Iranian Peoples. Circle of Ancient Iranian Studies. School of Oriental and African Studies. London. Pristupljeno 8. siječnja 2011.CS1 održavanje: parametar ref identičan predodređenom (link) - (engl.) Bosworth, Clifford Edmund. 15. prosinca 2003. Hazāraspids. Encyclopædia Iranica. New York. Inačica izvorne stranice arhivirana 8. prosinca 2010. Pristupljeno 8. siječnja 2011. - (engl.) (van) Bruinessen, Martin. 1989. The ethnic identity of the Kurds in Turkey (PDF). Utrecht University - Faculty of Humanities. Utrecht. Pristupljeno 8. siječnja 2011. - (engl.) (van) Bruinessen, Martin; Andreopoulos, George J. 1994. The Suppression of the Dersim Rebellion in Turkey (1937-38) (PDF). University of Pennsylvania Press. Philadelphia, Pennsylvania. Pristupljeno 8. siječnja 2011. - (engl.) Collelo, Thomas. 1987. Syria: A Country Study. U.S. Library of Congress. U.S. Government Printing Office. Washington D.C.. Pristupljeno 8. siječnja 2011.CS1 održavanje: parametar ref identičan predodređenom (link) - (engl.) Cronin, Stephanie. 15. prosinca 2002. Great Britain v. British influence during the Reżā Shah period, 1921-41. Encyclopædia Iranica. New York. Inačica izvorne stranice arhivirana 27. prosinca 2010. Pristupljeno 8. siječnja 2011. - (engl.) Çağaptay, Soner. 2002. The Suppression of the Dersim Rebellion in Turkey (1937-38). Yale University Press. New Haven, Connecticut. Inačica izvorne stranice (PDF) arhivirana 20. svibnja 2013. Pristupljeno 8. siječnja 2011.CS1 održavanje: parametar ref identičan predodređenom (link) - (engl.) Dandamayev, Muhammad. 15. prosinca 1990. Carduchi. Encyclopædia Iranica. New York. Inačica izvorne stranice arhivirana 25. prosinca 2010. Pristupljeno 8. siječnja 2011. - (engl.) Dankoff, Robert. 15. prosinca 1989. Bedlīs. Encyclopædia Iranica. New York. Inačica izvorne stranice arhivirana 8. prosinca 2010. Pristupljeno 8. siječnja 2011. - (engl.) Frye, Richard Nelson. 15. prosinca 2004. Iran v. Peoples of Iran (1) A General Survey. Encyclopædia Iranica. New York. Inačica izvorne stranice arhivirana 10. kolovoza 2011. Pristupljeno 8. siječnja 2011. - (engl.) Haig, Geoffrey. 2008. Introduction of Kurmanji Kurdish (PDF). Uppsala University. Pristupljeno 8. siječnja 2011. \|url-status=dead zahtijeva \|archive-url= (pomoć)CS1 održavanje: parametar ref identičan predodređenom (link) - (engl.) Halm, Heinz. 15. prosinca 1984. Ahl-e Ḥaqq. Encyclopædia Iranica. New York. Inačica izvorne stranice arhivirana 8. prosinca 2010. Pristupljeno 8. siječnja 2011. - (engl.) Hanna, William A. 2000. Ibn-Kabar; the Priest of the Hanging Church (PDF). Coptic Orthodox Church. St. Louis, Missouri. Inačica izvorne stranice (PDF) arhivirana 11. lipnja 2011. Pristupljeno 8. siječnja 2011.CS1 održavanje: parametar ref identičan predodređenom (link) - (engl.) Hassanpour, Amir. 15. prosinca 1988. Bahdīnān. Encyclopædia Iranica. New York. Inačica izvorne stranice arhivirana 8. prosinca 2010. Pristupljeno 8. siječnja 2011. - (engl.) Hooker, Richard. 6. lipnja 1999. The Safavids. Washington State University. Inačica izvorne stranice arhivirana 3. ožujka 2007. Pristupljeno 8. siječnja 2011.CS1 održavanje: parametar ref identičan predodređenom (link) - (engl.) Kreyenbroek, Philip G. 20. srpnja 2005. Kurdish Written Literature. Encyclopædia Iranica. New York. Inačica izvorne stranice arhivirana 10. kolovoza 2011. Pristupljeno 8. siječnja 2011. | - (engl.) Leezenberg, Michiel. 1992. Gorani Influence on Central Kurdish: Substratum or Prestige Borrowing? (PDF). University of Amsterdam. Amsterdam. Inačica izvorne stranice (PDF) arhivirana 12. srpnja 2019. Pristupljeno 8. siječnja 2011.CS1 održavanje: parametar ref identičan predodređenom (link) - (engl.) Lewis, M. Paul. 2009. Ethnologue: Languages of the World, Sixteenth edition. SIL International. Dallas. Pristupljeno 8. siječnja 2011.CS1 održavanje: parametar ref identičan predodređenom (link) - (engl.) Limbert, John. 1968. The Origins of the Kurds in Pre-Islamic Iran (PDF). International Society for Iranian Studies. Taylor & Francis. UK. Pristupljeno 8. siječnja 2011.CS1 održavanje: parametar ref identičan predodređenom (link) - (engl.) Luther, K. A. 15. prosinca 1987. Atābakān-e Marāḡa. Encyclopædia Iranica. New York. Inačica izvorne stranice arhivirana 17. studenoga 2011. Pristupljeno 8. siječnja 2011. - (engl.) Nagel, Tilman. 15. prosinca 1990. Buyids. Encyclopædia Iranica. New York. Inačica izvorne stranice arhivirana 10. kolovoza 2011. Pristupljeno 8. siječnja 2011. - (engl.) Nasidze, Ivan; Quinque, Dominique; Ozturk, Murat; Bendukidze, Nina; Stoneking, Mark. 2005. MtDNA and Y-chromosome Variation in Kurdish Groups (PDF). University College London - Annals of Human Genetics. London. Pristupljeno 8. siječnja 2011. - (engl.) Oberling, Pierre. 15. prosinca 1988. Banī Ardalān. Encyclopædia Iranica. New York. Inačica izvorne stranice arhivirana 16. prosinca 2010. Pristupljeno 8. siječnja 2011. - (engl.) Oberling, Pierre. 20. srpnja 2004. Kurdish Tribes. Encyclopædia Iranica. New York. Inačica izvorne stranice arhivirana 10. kolovoza 2011. Pristupljeno 8. siječnja 2011. - (engl.) Olson, Robert W. 1989. The Emergence of Kurdish Nationalism and the Sheikh Said Rebellion, 1880-1925. University of Texas Press. Austin. Inačica izvorne stranice arhivirana 11. studenoga 1999. Pristupljeno 8. siječnja 2011.CS1 održavanje: parametar ref identičan predodređenom (link) - (engl.) Papazian, H. 15. prosinca 1986. Armenia and Iran vi. Armeno-Iranian relations in the Islamic period. Encyclopædia Iranica. New York. Inačica izvorne stranice arhivirana 10. kolovoza 2011. Pristupljeno 8. siječnja 2011. - (engl.) Parvin, Nassereddin. 15. prosinca 2006. Iran-e Kabir. Encyclopædia Iranica. New York. Inačica izvorne stranice arhivirana 8. prosinca 2010. Pristupljeno 8. siječnja 2011. - (engl.) Paul, Ludwig. 15. prosinca 2008. Kurdish language i. History of the Kurdish language. Encyclopædia Iranica. Inačica izvorne stranice arhivirana 8. prosinca 2010. Pristupljeno 8. siječnja 2011.CS1 održavanje: parametar ref identičan predodređenom (link) - (engl.) Pellat, Charles. 15. prosinca 1995. Dīnavarī, Abū Ḥanīfa Aḥmad. Encyclopædia Iranica. New York. Inačica izvorne stranice arhivirana 26. prosinca 2010. Pristupljeno 8. siječnja 2011. - (engl.) Perry, John R. 15. prosinca 1994. Deportations. Encyclopædia Iranica. New York. Inačica izvorne stranice arhivirana 26. prosinca 2010. Pristupljeno 8. siječnja 2011. - (engl.) Perry, John R. 15. kolovoza 2006. Turkic-Iranian Contacts i. Linguistic contacts. Encyclopædia Iranica. New York. Inačica izvorne stranice arhivirana 7. travnja 2011. Pristupljeno 8. siječnja 2011. - (engl.) Schippmann, Klaus. 15. prosinca 1987. Azerbaijan iii. Pre-Islamic History. Encyclopædia Iranica. New York. Inačica izvorne stranice arhivirana 3. veljače 2011. Pristupljeno 8. siječnja 2011. - (engl.) Yarshater, Ehsan. 15. prosinca 1987. Azerbaijan vii. The Iranian Language of Azerbaijan. Encyclopædia Iranica. New York. Inačica izvorne stranice arhivirana 4. travnja 2011. Pristupljeno 8. siječnja 2011. - (engl.) Media. Encyclopedia Britannica. 2011. Pristupljeno 8. siječnja 2011. - (engl.) Kurdish language. Encyclopedia Britannica. 2011. Pristupljeno 8. siječnja 2011. - (rus.) Курдский язык. Enciklopedija Krugosvet. 2001. Pristupljeno 8. siječnja 2011. |

Novinski članci:
| - (tur.) Başbuğ, İlker. 16. rujna 2008. Bir dönemin acı bilançosu. Hürriyet. Istanbul. Pristupljeno 8. siječnja 2011. - (engl.) Daly, Corbett. 4. veljače 2009. U.S. brands anti-Iran Kurdish group terrorist. Reuters.com. London, UK. Pristupljeno 8. siječnja 2011. - (engl.) Gunter, Michael M. 2008. An Interview with the PKK's Ocalan. University of New Brunswick. The Journal of Conflict Studies (XVIII, 2.). Fredericton & Saint John, New Brunswick. Pristupljeno 8. siječnja 2011. - (engl.) Hanam, Jamal Ahmed. 7. travnja 2007. Iraqi/Kurdish. The Guardian. Pristupljeno 8. siječnja 2011. - (engl.) Faydullah Salihi, Mariwan. 5. travnja 2010. The forgotten Kurds of the Persian Gulf States. EKurd.net. Inačica izvorne stranice arhivirana 16. prosinca 2010. Pristupljeno 8. siječnja 2011. - (engl.) Raman, Michael. 2010. The Invitation of His Holiness the Patriarch Mar Binyamin. AINA.org. Pristupljeno 8. siječnja 2011. - (engl.) Nazemroaya, Mahdi Darius. 18. studenoga 2006. Plans for Redrawing the Middle East: The Project for a “New Middle East”. Centre for Research on Globalization. Quebec, Canada. Pristupljeno 8. siječnja 2011.CS1 održavanje: parametar ref identičan predodređenom (link) - (engl.) Rubin, Elizabeth. 13. srpnja 2003. The Cult of Rajavi. New York Times. New York. Inačica izvorne stranice arhivirana 29. ožujka 2020. Pristupljeno 8. siječnja 2011. - (engl.) Verjee, Zain; Labott, Elise. 3. studenoga 2007. Iraq to take action against PKK. CNN. Atlanta. Inačica izvorne stranice arhivirana 16. srpnja 2011. Pristupljeno 8. siječnja 2011. - (engl.) Weiner, Tim. 20. veljače 1999. U.S. Helped Turkey Find and Capture Kurd Rebel. New York Times. Pristupljeno 8. siječnja 2011. - (engl.) Wong, Edward. 5. travnja 2006. Hussein Charged With Genocide in 50,000 Deaths. New York Times. New York. Pristupljeno 8. siječnja 2011. | - (engl.) Yavuz, Ercan. 16. srpnja 2007. Turkey takes the fight to PKK, enlists help of Syria, Iran. Sunday's Zaman. Ankara. Inačica izvorne stranice arhivirana 21. srpnja 2011. Pristupljeno 8. siječnja 2011. - (hrv.) Zečić, Dada. 27. siječnja 2001. Tranzit (PDF). Vjesnik. Zagreb. Pristupljeno 8. siječnja 2011. \|url-status=dead zahtijeva \|archive-url= (pomoć) - (engl.) Al Jazeera. 21. siječnja 2011. 'Chemical Ali' executed in Iraq. Aljazeera.net. Doha, Qatar. Pristupljeno 8. siječnja 2011. - (engl.) Associated Press. 10. srpnja 1922. Kurdish Republic Formed. New York Times. Pristupljeno 8. siječnja 2011. - (engl.) BBC. 23. prosinca 2005. Killing of Iraq Kurds 'genocide'. British Broadcasting Corporation. London. Pristupljeno 8. siječnja 2011. - (engl.) City Mayors. 22. siječnja 2008. Mohammad Baqer Ghalibaf - Mayor of Tehran. Citymayors.com. US. Pristupljeno 8. siječnja 2011. - (engl.) Reuters. 20. kolovoza 2008. Turkish troops shell Kurdish PKK rebels in Iraqi Kurdistan region. EKurd.net. Inačica izvorne stranice arhivirana 8. srpnja 2012. Pristupljeno 8. siječnja 2011. - (hrv.) Jutarnji List. 15. kolovoza 2007. U napadima ubijeno više od 200 Jazida. Jutarnji.hr. Zagreb. Inačica izvorne stranice arhivirana 10. kolovoza 2011. Pristupljeno 8. siječnja 2011. - (tur.) Milliyet. 6. lipnja 2008. Türkiye'deki Kürtlerin sayısı. Milliyet.com. Pristupljeno 8. siječnja 2011. - (engl.) Xinhua. 20. prosinca 2005. NATO chief declares PKK terrorist group. People's Daily. Beijing. Pristupljeno 8. siječnja 2011. |

Organizacije i udruge:
| - (engl.) Aras, Bülent; Aydın, Ertan; Bölme, Selin M.; Dağı, İhsan; Dalmış, İbrahim; Ensaroğlu, Yılmaz; Ete, Hatem; Küçükcan, Talip; Özhan, Taha; Yayman, Hüseyin. 2009. Public Perception Of The Kurdish Question In Turkey (PDF). SETA & Pollmark. Ankara. ISBN 978-605-4023-06-6. Inačica izvorne stranice (PDF) arhivirana 2. listopada 2011. Pristupljeno 8. siječnja 2011. - (engl.) Bartenstein, M. 31. svibnja 2006. Council Common Position - Terrorist Groups and Entities (PDF). Official Journal of the European Union. Pristupljeno 8. siječnja 2011. - (engl.) Council of Europe. 20. rujna 1999. Parliamentary Assembly Documents 1999 Ordinary Session (fourth part). COE. Strasbourg. Pristupljeno 8. siječnja 2011. - (engl.) Human Rights Watch. 1993. Genocide in Iraq - The Anfal Campaign Against the Kurds. Library of Congress. Washington. ISBN 1-56432-108-8. Pristupljeno 8. siječnja 2011. - (engl.) IDMC. 26. listopada 2009. Need for continued improvement in response to protracted displacement. Internal Displacement Monitoring Centre. Geneva. Inačica izvorne stranice arhivirana 31. siječnja 2011. Pristupljeno 8. siječnja 2011. - (engl.) Kucinich, Dennis J. 18. travnja 2006. Kucinich Questions The President On US Trained Insurgents In Iran. Kucinich.house.gov. Cleveland, Ohio. Inačica izvorne stranice arhivirana 25. svibnja 2006. Pristupljeno 8. siječnja 2011.CS1 održavanje: parametar ref identičan predodređenom (link) - (engl.) Pregerson, Harry. 3. prosinca 2003. Humanitarian Law Project No. 02-55082 (PDF). Humanitarian Law Project. United States Department of Justice. Pasadena, California. Pristupljeno 8. siječnja 2011. - (engl.)(fr.) UN Security Council. 8. svibnja 1946. Resolution 5 (PDF). United Nations. New York. Inačica izvorne stranice (PDF) arhivirana 19. kolovoza 2011. Pristupljeno 8. siječnja 2011. - (engl.) Turkey - People. CIA Factbook. 2010. ISSN 1553-8133. Inačica izvorne stranice arhivirana 20. rujna 2017. Pristupljeno 8. siječnja 2011. - (engl.) Iran - People. CIA Factbook. 2010. ISSN 1553-8133. Inačica izvorne stranice arhivirana 3. veljače 2012. Pristupljeno 8. siječnja 2011. - (engl.) Iraq - People. CIA Factbook. 2010. ISSN 1553-8133. Inačica izvorne stranice arhivirana 24. prosinca 2018. Pristupljeno 8. siječnja 2011. - (engl.) The Kurdish Diaspora. Kurdish Institute of Paris. 1995. Pristupljeno 8. siječnja 2011. - (azer.)(rus.)(engl.) Demographic indicators. Azstat.org - The State Statistical Committee of the Republic of Azerbaijan. 1999. Inačica izvorne stranice arhivirana 20. prosinca 2007. Pristupljeno 8. siječnja 2011. | - (arm.) De Jure Population (Urban, Rural) by Age and Ethnicity (PDF). Armstat.am - Armenian Statistical Service of Republic of Armenia. 2001. Inačica izvorne stranice (PDF) arhivirana 30. siječnja 2010. Pristupljeno 8. siječnja 2011. - (engl.) Belonging: Voices of London's refuges (Timeline). Museum of London i Evelyn Oldfield Unit. 2006. Pristupljeno 8. siječnja 2011. - (engl.) The Arab Population (PDF). U.S. Census Bureau. 2000. Pristupljeno 8. siječnja 2011. - (engl.) Census of Population. Statistics Canada. 2006. Inačica izvorne stranice arhivirana 3. ožujka 2016. Pristupljeno 8. siječnja 2011. - (engl.) Kurdistan's cuisine. Kurdistan Regional Government. 27. lipnja 2010. Inačica izvorne stranice arhivirana 19. listopada 2014. Pristupljeno 8. siječnja 2011. - (engl.) The Martyrdom of St. Andrew the Apostle, the Brother of St. Peter. Coptic Church. 2005. Pristupljeno 8. siječnja 2011. - (tur.) Türkiye'de Halen Faaliyetlerine Devam Eden Baslica Terör Örgütleri. Emniyet Genel Müdürlüğü. 2003. Inačica izvorne stranice arhivirana 14. siječnja 2013. Pristupljeno 8. siječnja 2011. - (engl.) Weekly press briefing by NATO Spokesman James Appathurai. NATO.int. Bruxelles. 17. listopada 2007. Pristupljeno 8. siječnja 2011. - (engl.) Proscribed terrorist groups. U.K. Home Office. London. 7. svibnja 2010. Pristupljeno 8. siječnja 2011. - (engl.) Chapter 6. - Terrorist Organizations. U.S. State Department. Washington D.C. 30. travnja 2007. Inačica izvorne stranice arhivirana 5. svibnja 2007. Pristupljeno 8. siječnja 2011. - (engl.) History. Iran Heritage. 2004. Inačica izvorne stranice arhivirana 18. srpnja 2011. Pristupljeno 8. siječnja 2011. - (engl.) History. Kurdistanica. 20. veljače 2008. Pristupljeno 8. siječnja 2011. - (engl.) President. Kurdistan Region Presidency. Arbil, Iraq. 2008. Inačica izvorne stranice arhivirana 25. studenoga 2010. Pristupljeno 8. siječnja 2011. - (engl.) President Jalal Talabani. Iraqi Presidency. Baghdad, Iraq. 15. rujna 2005. Inačica izvorne stranice arhivirana 25. kolovoza 2011. Pristupljeno 8. siječnja 2011. - (arap.)(engl.) Estimated Population by Governorates, Urban/Rural and Sex for the Year 2007. Central Organization for Statistics and Information Technology. Baghdad, Iraq. 2007. Inačica izvorne stranice arhivirana 19. rujna 2011. Pristupljeno 8. siječnja 2011. |

Wikimedijski zajednički poslužitelj:
|  | Zajednički poslužitelj ima stranicu o temi Kurdi    |
|  | Zajednički poslužitelj ima još gradiva o temi Kurdi |